# Liste der Abgeordneten des konstituierenden Reichstags des Norddeutschen Bundes
Die Liste der Abgeordneten des konstituierenden Reichstags des Norddeutschen Bundes enthält alle Abgeordneten, die vom Februar bis zum April 1867 dem konstituierenden Reichstag angehörten. Dieser Reichstag war ein verfassungsvereinbarendes Gremium, das mit den verbündeten Staaten die Verfassung des Norddeutschen Bundes vereinbarte.

## Wahl und Legislaturperiode
Die Wahl zum konstituierenden Reichstag fand am 12. Februar 1867 statt. Die Sitzungsperiode dauerte vom 24. Februar 1867 bis zum 17. April 1867.

## Präsidium
Das Präsidium des konstituierenden Reichstags des Norddeutschen Bundes bestand aus den folgenden Abgeordneten:
- Präsident: Eduard von Simson
- I. Vizepräsident: Hugo zu Hohenlohe-Öhringen
- II. Vizepräsident: Rudolf von Bennigsen
- Schriftführer: Eduard von Baudissin, Ludwig Delius, Adalbert Falk, Friedrich Forkel, Karl von Kleinsorgen, Wilhelm von Schöning, Hans Wilhelm von Unruhe-Bomst, Lothar von Wurmb
- Quästoren: Reinhold Aßmann, Achatius von Auerswald

## Parteien
Die konservativen Kräfte gehörten zur Konservativen Partei und zur Freikonservativen Vereinigung. Die Liberalen verteilten sich auf die Nationalliberale Partei, das Altliberale Zentrum, die Freie Vereinigung und die Deutsche Fortschrittspartei. Mit der Sächsischen Volkspartei war eine Vorgängerpartei der Sozialdemokraten vertreten. Regionale und Minderheiteninteressen vertraten die Bundesstaatlich-Konstitutionelle Vereinigung und die Polnische Fraktion.
Die Reichstagsfraktionen besaßen die folgende Stärke:
| Nationalliberale                             | 79  |
| Konservative                                 | 59  |
| Freikonservative                             | 39  |
| Altliberales Zentrum                         | 27  |
| Fraktion der Linken (Fortschrittspartei)     | 19  |
| Bundesstaatlich-konstitutionelle Vereinigung | 18  |
| Freie Vereinigung                            | 14  |
| Polnische Fraktion                           | 13  |
| Fraktionslose                                | 29  |
| Plenum                                       | 297 |

## A
- Agricola, Otto, Landrat Kreuznach,
WK Koblenz 4 (Kreuznach, Simmern), Freikonservative Vereinigung

- Ahlmann, Nicolay, Landwirt Werthemine, 
WK Schleswig-Holstein 2 (Apenrade, Flensburg), Däne

- Alff-Becker, Johann Jacob, Lederfabrikant Prüm, 
WK Trier 1 (Daun, Bitburg, Prüm), fraktionslos

- Arnim-Heinrichsdorf, Heinrich Leonhard von, Rittergutsbesitzer,
WK Köslin 4 (Belgard, Schivelbein, Dramburg), Konservative Partei

- Arnim-Kröchlendorff, Oskar von, Gutsbesitzer,
WK Potsdam 4 (Prenzlau, Angermünde), Freikonservative Vereinigung

- Aßmann, Reinold, Kreisgerichtsrat a. D. Liegnitz, 
WK Liegnitz 6 (Goldberg-Haynau), Nationalliberale Partei

- Auerswald, Achatius von, Oberregierungsrat Danzig,
WK Danzig 2 (Danzig Land), Konservative Partei

- Ausfeld, Carl, Justizamtmann,
WK Sachsen-Coburg-Gotha 2 (Gotha), Deutsche Fortschrittspartei

## B

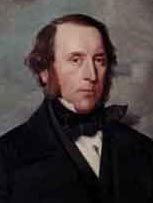
Eduard Baumstark
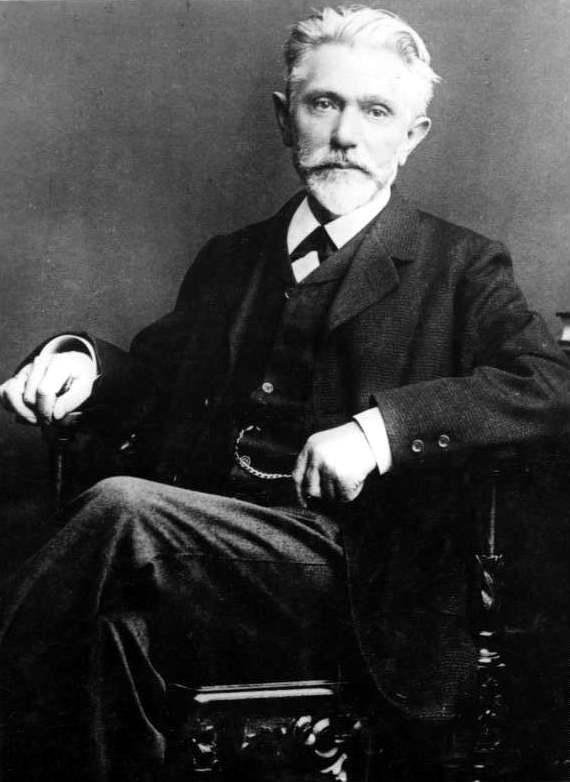
August Bebel
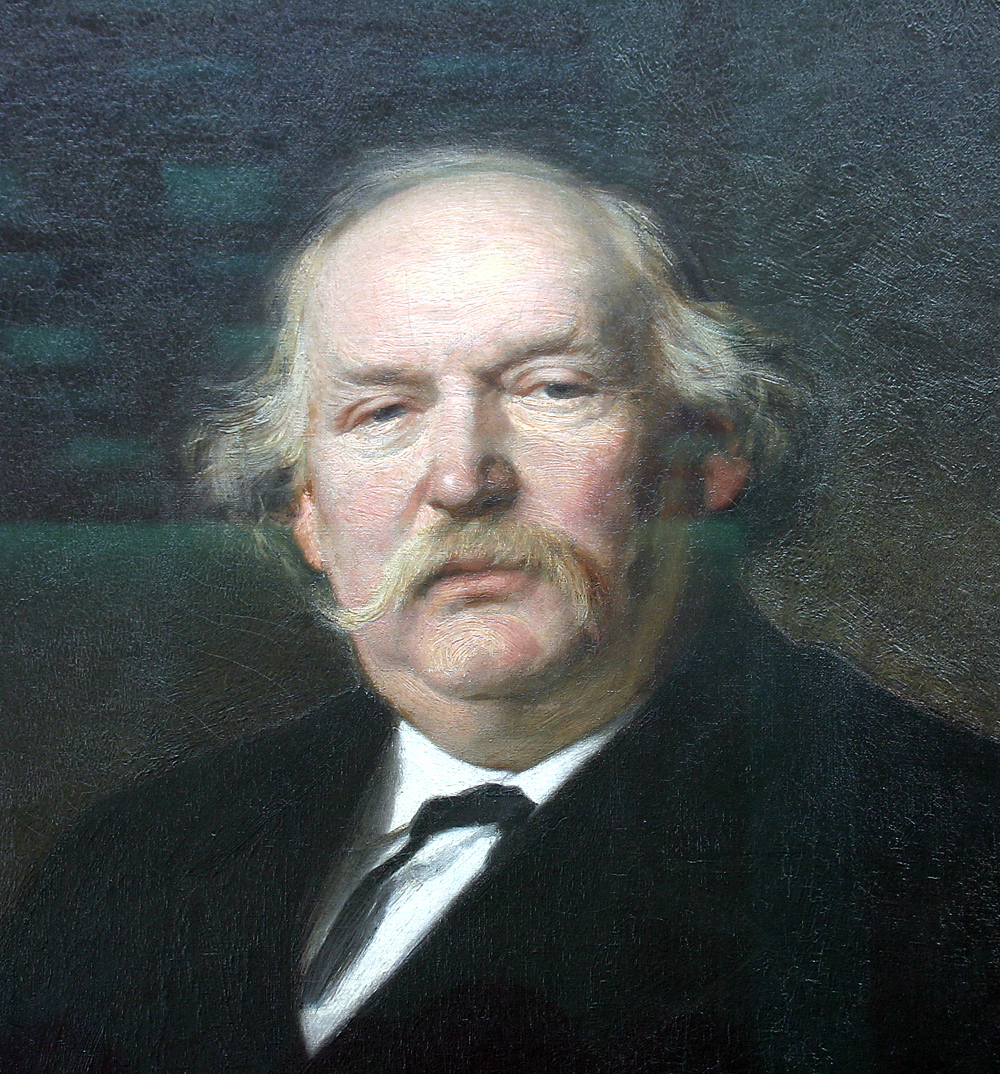
Hermann Heinrich Becker
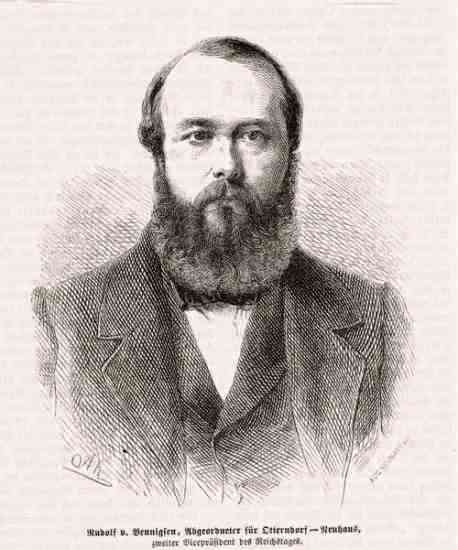
Rudolf von Bennigsen

- Bassewitz, Henning von, Landrat Güstrow, 
WK Mecklenburg-Schwerin 4 (Ritterschaftliche Güter), fraktionslos konservativ

- Baudissin, Eduard Graf, Gutsbesitzer, 
WK Schleswig-Holstein 3 (Schleswig, Eckernförde), Bundesstaatlich-Konstitutionelle Vereinigung

- Baumbach, Adolph, Rechtsanwalt Königsee, 
WK Schwarzburg-Rudolstadt (Königsee, Frankenhausen), Nationalliberale Partei

- Baumstark, Eduard, Professor,
WK Stralsund 2 (Greifswald, Grimmen), Altliberales Zentrum

- Bebel, August, Drechsler, 
WK Sachsen 17 (Glauchau, Meerane, Hohenstein-Ernstthal), Sächsische Volkspartei

- Becker, Hermann Heinrich, Dr. jur., Schriftsteller,
WK Arnsberg 6 (Dortmund), Deutsche Fortschrittspartei

- Beerfelde, Julius Wilhelm von, Geheimer Justizrat,
WK Frankfurt 7 (Guben, Lübben), Konservative Partei

- Below, Alexander von, Rittergutsbesitzer,
WK Königsberg 7 (Preußisch-Holland, Mohrungen), Konservative Partei

- Bennigsen, Rudolf von, Landesdirektor Hannover, 
WK Hannover 19 (Neuhaus/Oste, Hadeln, Lehe, Kehdingen, Jork), Nationalliberale Partei

- Bessel, Bernhard, Landrat,
WK Minden 3 (Bielefeld, Wiedenbrück), Konservative Partei

- Bethmann-Hollweg, Theodor von, Rittergutsbesitzer, 
WK Posen 2 (Samter, Birnbaum, Obornik), Altliberales Zentrum

- Bethusy-Huc, Eduard Graf von, Erbherr, 
WK Oppeln 1 (Kreuzburg, Rosenberg O.S.), Freikonservative Vereinigung

- Bismarck, Otto von, Ministerpräsident,
WK Magdeburg 3 (Jerichow I, Jerichow II), fraktionslos konservativ

- Bismarck-Briest, Wilhelm von, Deichhauptmann a. D. und Rittergutsbesitzer, 
WK Magdeburg 2 (Stendal, Osterburg), Konservative Partei

- Blanckenburg, Moritz Karl Henning von, Generallandschaftsrat und Rittergutsbesitzer, 
WK Stettin 6 (Naugard, Regenwalde), Konservative Partei

- Bloemer, Friedrich, Landgerichtsrat
WK Aachen 2 (Eupen, Aachen-Land), fraktionslos

- Blumenthal-Suckow, Werner von, Rittergutsbesitzer, 
WK Köslin 2 (Bütow, Rummelsburg, Schlawe), Konservative Partei

- Bockelmann, Conrad Johann, Gutsbesitzer,
WK Schleswig-Holstein 9 (Oldenburg in Holstein, Plön), Bundesstaatlich-Konstitutionelle Vereinigung

- Bockum-Dolffs, Florens, Gutsbesitzer, 
WK Arnsberg 7 (Hamm, Soest), Freie Vereinigung

- Bode, Wilhelm, Richter,
WK Braunschweig 1 (Braunschweig-Stadt, Blankenburg), Nationalliberale Partei

- Bodelschwingh, Carl von, Staatsminister a. D., 
WK Minden 2 (Herford, Halle/Westfalen), Konservative Partei

- Boltze, Johann Gottfried, Fabrikant,
WK Merseburg 5 (Mansfelder Seekreis, Mansfelder Gebirgskreis), Altliberales Zentrum

- Born, Ludwig, Gutsbesitzer Langenscheid,
WK Wiesbaden 3 (St. Goarshausen, Unterwesterwald), Nationalliberale Partei

- Bothmer, Friedrich von, Land- und Schatzrat Landesbergen,
WK Hannover 7 (Nienburg, Neustadt am Rübenberge, Fallingbostel), Bundesstaatlich-Konstitutionelle Vereinigung

- Bouneß, Wilhelm, Rechtsanwalt,
WK Breslau 7 (Breslau-Stadt West), Deutsche Fortschrittspartei

- Brauchitsch, Wilhelm von, Geh. Regierungsrat zur Disposition und Rittergutsbesitzer, 
WK Danzig 1 (Marienburg, Elbing), Konservative Partei

- Braun, J. August, Fabrikbesitzer, 
WK Kassel 6 (Hersfeld, Rotenburg/Fulda, Hünfeld), Nationalliberale Partei

- Braun, Karl, Dr. iur., Anwalt in Berlin, 
WK Wiesbaden 2 (Wiesbaden-Stadt), Nationalliberale Partei

- Braun, Karl, Regierungsrat,
WK Sachsen 23 (Plauen, Oelsnitz, Klingenthal), Altliberales Zentrum

- Bredow, Ludwig von, Landrat Rathenow, 
WK Potsdam 8 (Westhavelland), Konservative Partei

- Brenken, Reinhard Franz von und zu, Rittergutsbesitzer
WK Minden 4 (Paderborn, Büren), Freikonservative Vereinigung

- Brons, Ysaak, Bankier,
WK Hannover 1 (Emden, Norden, Weener), liberal fraktionslos

- Brünneck, Siegfried von, Landrat a. D. Rosenberg, 
WK Marienwerder 2 (Rosenberg, Löbau), Konservative Partei

- Buderus, Georg, Eisenhüttenbesitzer Hirzenhain, 
WK Hessen 2 (Friedberg, Büdingen, Vilbel), Nationalliberale Partei

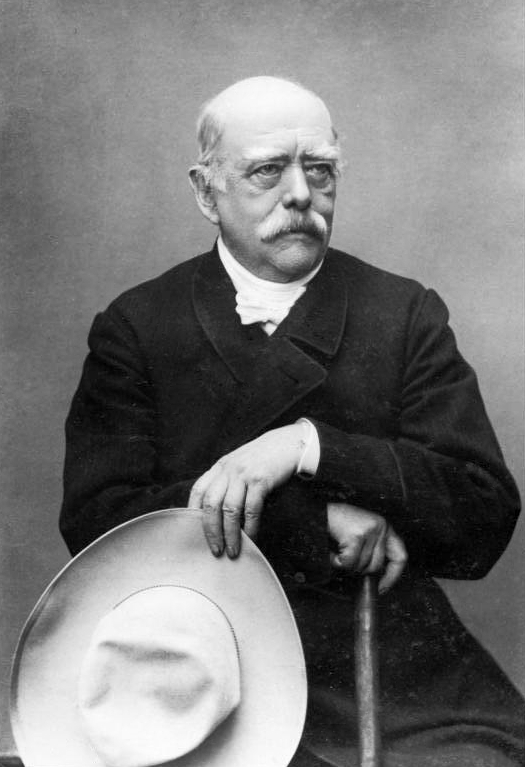
Otto von Bismarck
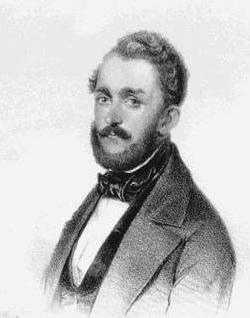
Florens von Bockum-Dolffs
Johann Gottfried Boltze

## C

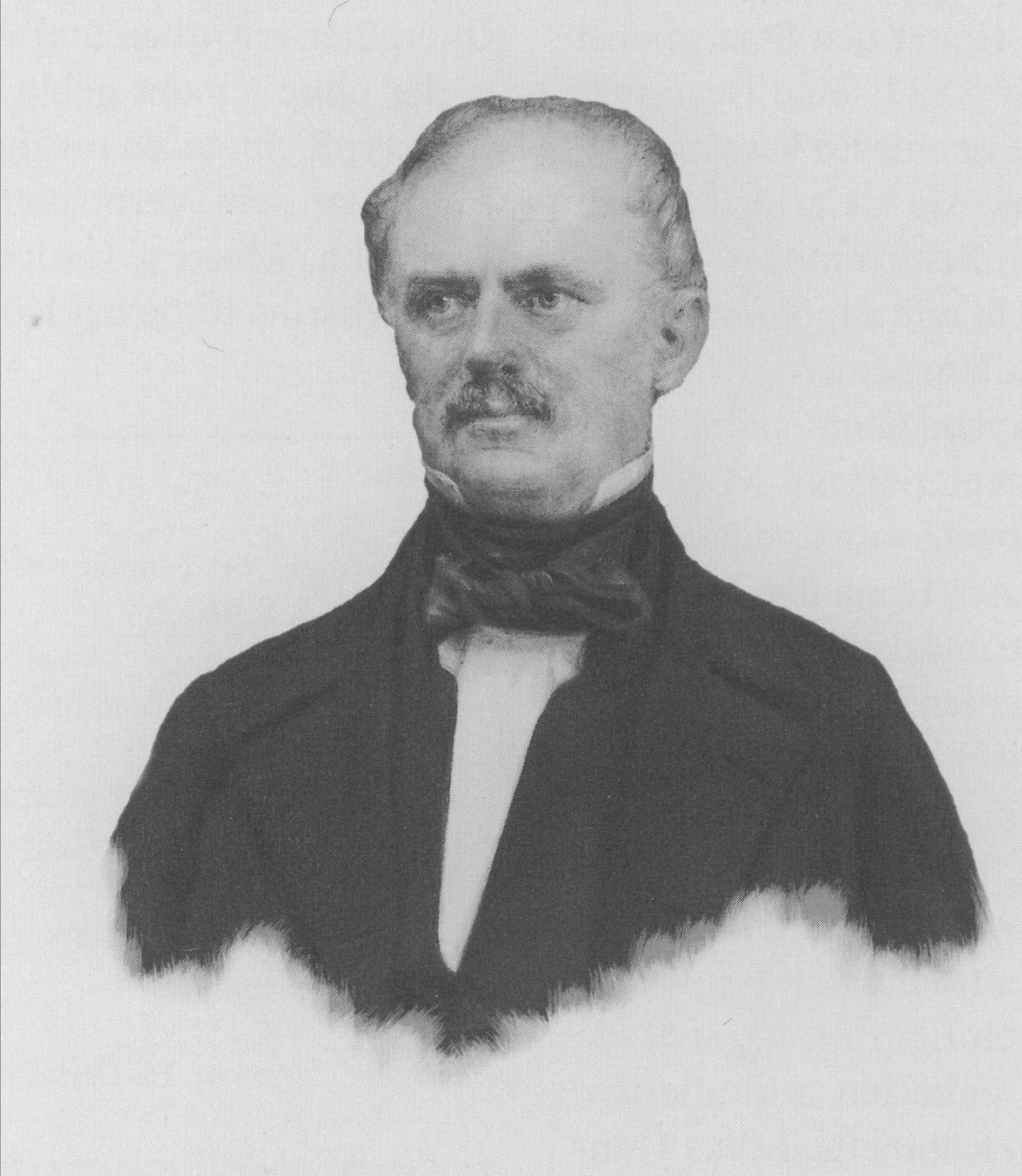
Albert von Carlowitz

- Carlowitz, Albert von, Rittergutsbesitzer,
WK Liegnitz 9 (Görlitz, Lauban), Freie Vereinigung

- Chapeaurouge, Charles Ami de, Kaufmann,
WK Hamburg 1,  Nationalliberale Partei

- Chlapowski, Stanislaus von, Rittergutsbesitzer
WK Posen 4 (Buk, Kosten), Polnische Fraktion

- Cottenet, Georges von, Landrat, Rittergutsbesitzer
WK Liegnitz 5 (Löwenberg), Konservative Partei

- Czarlinski, Emil von, Rittergutsbesitzer Brochnowko, 
WK Danzig 4 (Neustadt/Westpreußen, Karthaus), Polnische Fraktion

- Czartoryski, Roman, Rittergutsbesitzer,
WK Posen 5 (Kröben), Polnische Fraktion

## D

Adolph von Dietze
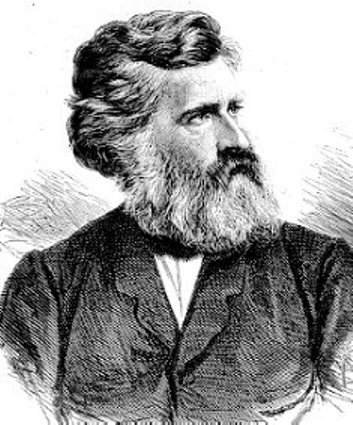
Franz Duncker
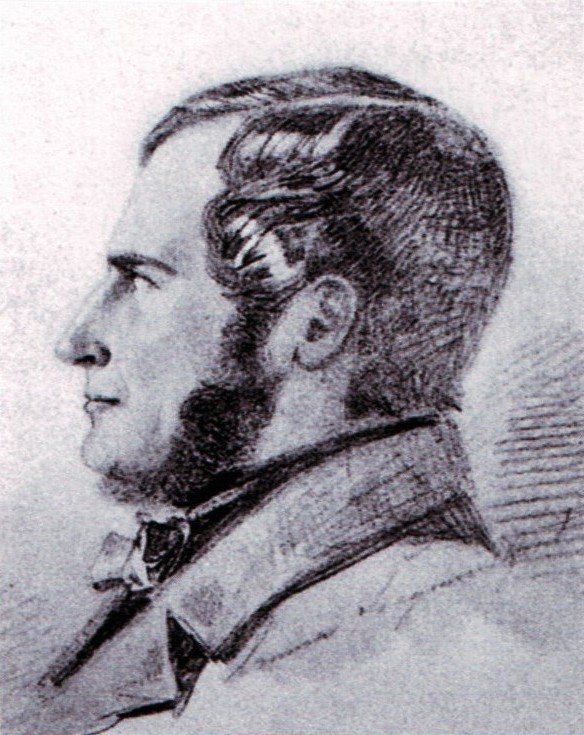
Maximilian Duncker

- Dannenberg, Carl Julius, Obergerichtsdirektor Birkenfeld, 
WK Oldenburg 1 (Oldenburg, Eutin, Birkenfeld), Nationalliberale Partei

- Dauzenberg, Alois, Pfarrer,
WK Köln 5 (Siegkreis, Waldbröl), Freie Vereinigung

- Dekowski, Felix, Kreisrichter Neustadt,
WK Marienwerder 6 (Konitz), Polnische Fraktion

- Delius, Ludwig, Gutsbesitzer,
WK Koblenz 5 (Mayen, Ahrweiler), Nationalliberale Partei

- Denzin, Carl Friedrich von, Rittergutsbesitzer, 
WK Köslin 3 (Köslin), Konservative Partei

- Devens, Friedrich Leopold, Rittergutsbesitzer
WK Düsseldorf 5 (Essen), Freikonservative Vereinigung

- Dietze, Gustav Adolf, Amtsrat und Rittergutsbesitzer, 
WK Magdeburg 7 (Aschersleben, Calbe), Freikonservative Vereinigung

- Dörnberg, Albert von, Landrat, 
WK Arnsberg 1 (Wittgenstein, Siegen, Biedenkopf), Altliberales Zentrum

- Dohna-Kotzenau, Graf Hermann zu, Herrschaftsbesitzer, 
WK Liegnitz 4 (Lüben, Bunzlau), Nationalliberale Partei

- Donimirski, Theodor von, Gutsbesitzer,
WK Marienwerder 1 (Marienwerder, Stuhm), Polnische Fraktion

- Duncker, Franz, Verlagsbuchhändler , 
WK Berlin 5,  Deutsche Fortschrittspartei

- Duncker, Maximilian, Professor,
WK Merseburg 4 (Halle/Saale, Saalkreis), Altliberales Zentrum

- Dyhrn, Conrad von, Fideikommissbesitzer Reesewitz,
WK Breslau 3, (Groß Wartenberg, Oels), Altliberales Zentrum

## E

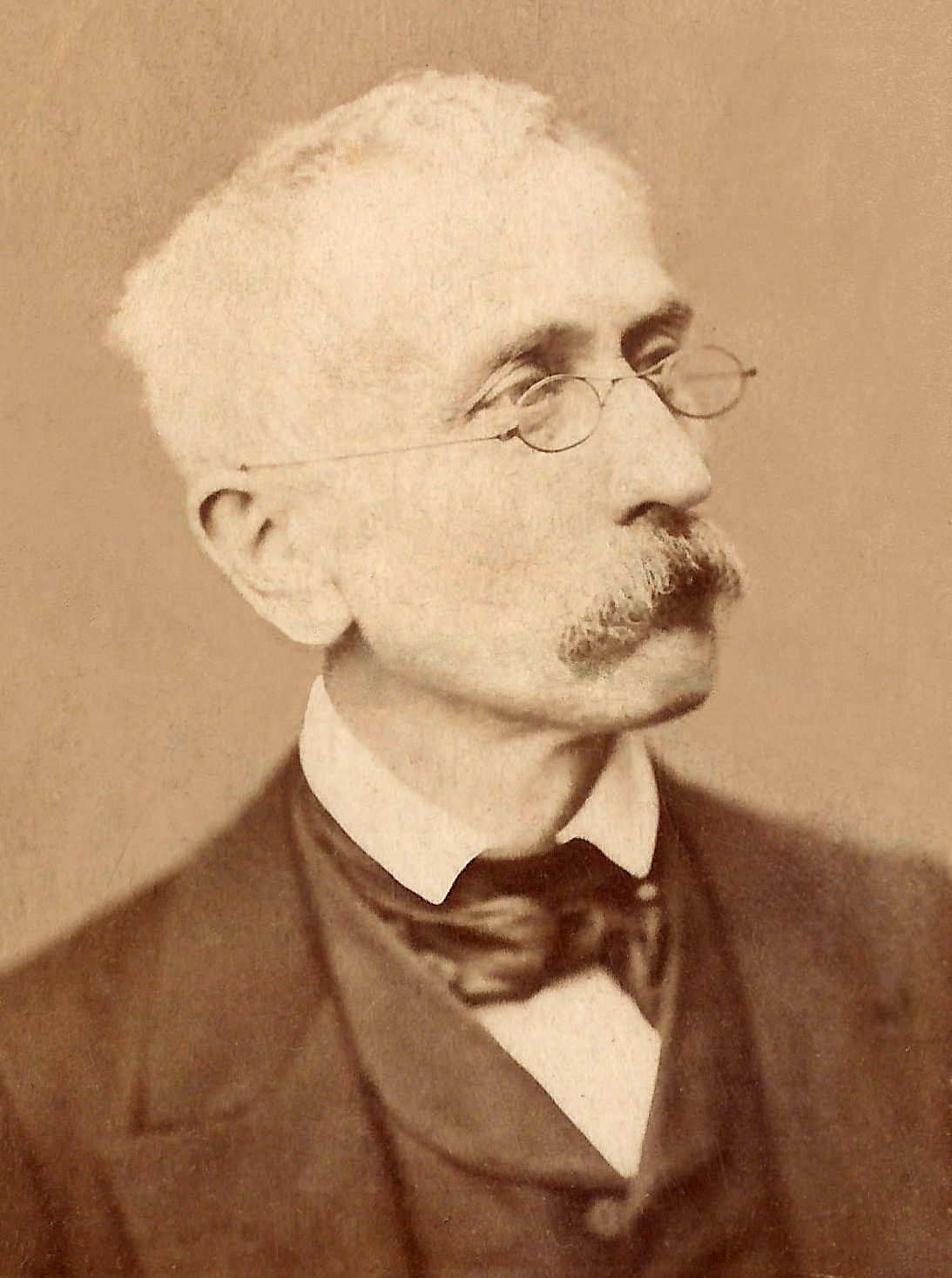
Adolf Ellissen
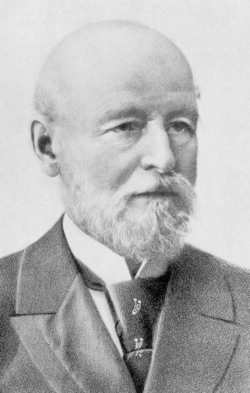
Botho zu Eulenburg

- Eichholz, Ehrenreich, Schriftsteller Hannover,
WK Hannover 15 (Lüchow, Uelzen, Dannenberg, Bleckede), Bundesstaatlich-Konstitutionelle Vereinigung

- Ellissen, Adolf, Privatgelehrter,
WK Hannover 11 (Einbeck, Northeim, Osterode am Harz, Uslar), Nationalliberale Partei

- Erxleben, Carl, Finanzminister a. D.,
WK Hannover 16 (Lüneburg, Soltau, Winsen an der Luhe), Bundesstaatlich-Konstitutionelle Vereinigung

- Eulenburg, Botho zu, Rittergutsbesitzer, 
WK Marienwerder 8 (Deutsch-Krone), Konservative Partei

- Evans, Eli, Spinnereibesitzer,
WK Sachsen 20 (Marienberg, Zschopau), Deutsche Fortschrittspartei

- Evelt, August, Kreisgerichtsdirektor, 
WK Hohenzollernsche Lande (Sigmaringen, Hechingen), Altliberales Zentrum

## F

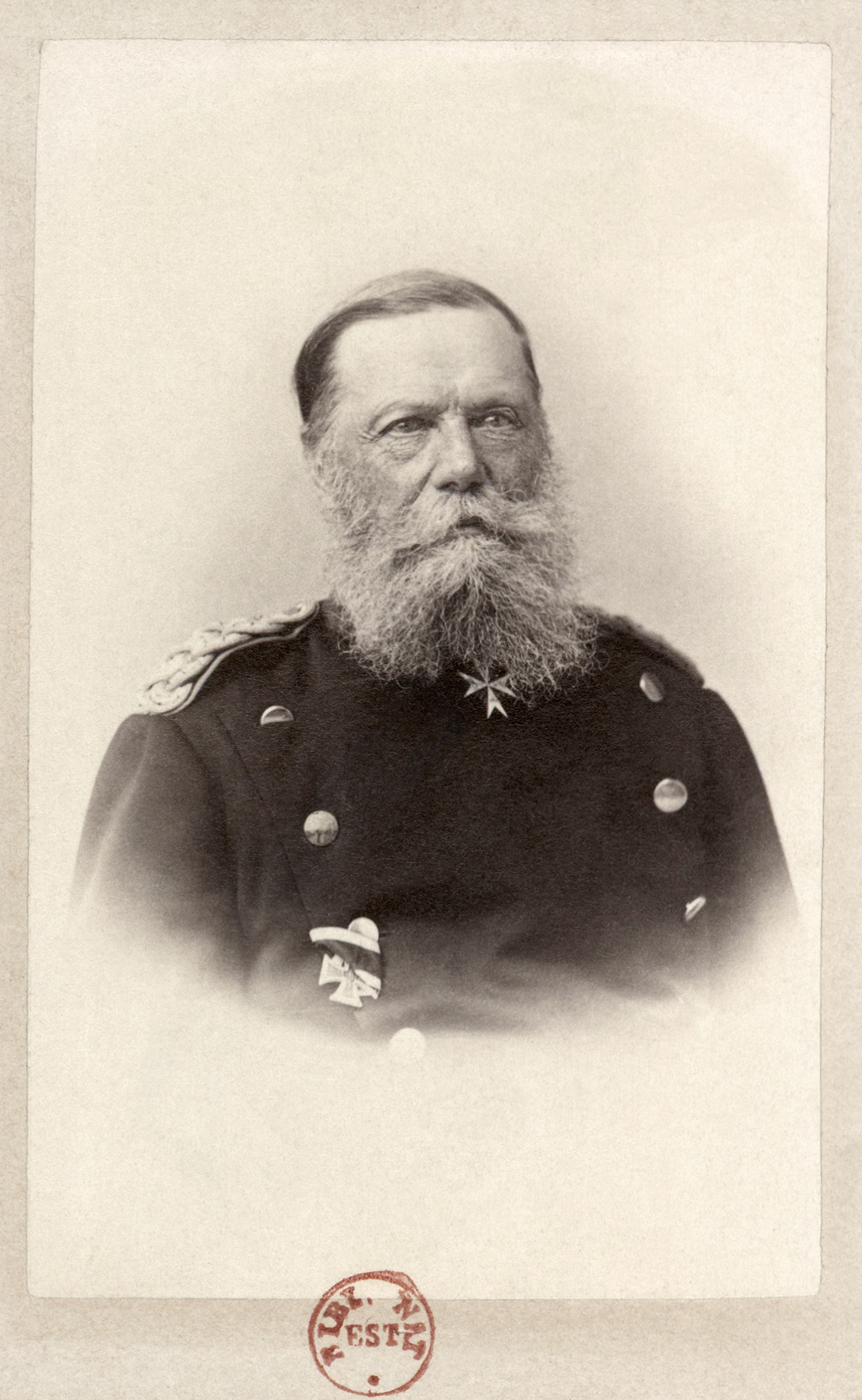
Eduard Vogel von Falckenstein
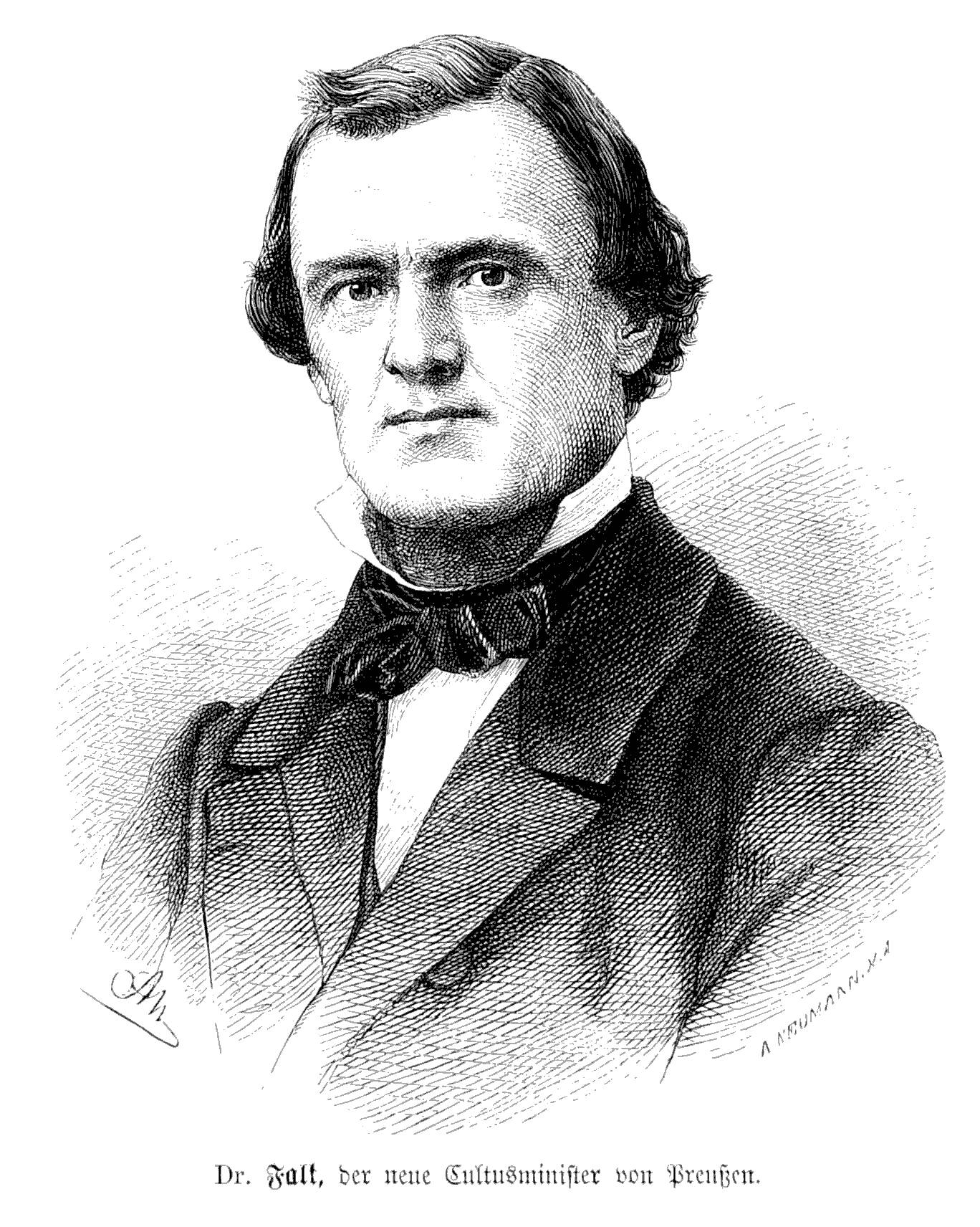
Adalbert Falk
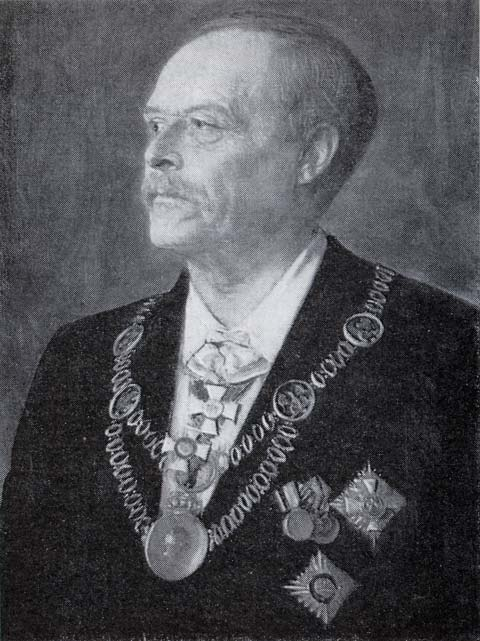
Max von Forckenbeck

- Falckenstein, Eduard Vogel von, General und Gutsbesitzer
WK Königsberg 3 (Königsberg-Stadt), Konservative Partei

- Falk, Adalbert, Appellationsgerichtsrat,
WK Liegnitz 3 (Glogau), Altliberales Zentrum

- Forckenbeck, Max von, Rechtsanwalt, 
WK Magdeburg 5 (Neuhaldensleben, Wolmirstedt), Nationalliberale Partei

- Forkel, Friedrich, Rechtsanwalt,
WK Sachsen-Coburg-Gotha 1 (Coburg), Nationalliberale Partei

- Francke, Karl Philipp, Regierungspräsident,
WK Schleswig-Holstein 4 (Tondern, Husum, Eiderstedt), Bundesstaatlich-Konstitutionelle Vereinigung

- Frankenberg und Ludwigsdorf, Friedrich von, Gutsbesitzer, 
WK Oppeln 11 (Falkenberg O.S., Grottkau), Freikonservative Vereinigung

- Frankenberg und Ludwigsdorf, Leopold von, Oberappellationsgerichtspräsident a. D., 
WK Breslau 1 (Guhrau, Steinau, Wohlau), Konservativ

- Frantz, Albrecht Bernhard, Landrat Worbis, 
WK Erfurt 2 (Heiligenstadt, Worbis), Freikonservative Vereinigung

- Franz, Wilhelm, Amtsrat in Eggenstedt, 
WK Magdeburg 6 (Wanzleben), Freikonservative Vereinigung

- Freytag, Gustav, Schriftsteller ,
WK Erfurt 4 (Erfurt, Schleusingen, Ziegenrück), Nationalliberale Partei

- Friedenthal, Carl Rudolph, Dr. jur., Landrat a. D. und Rittergutsbesitzer, 
WK Oppeln 12 (Neisse), Altliberales Zentrum

- Friedrich Karl von Preußen, Rittergutsbesitzer,
WK Königsberg 2 (Labiau, Wehlau), fraktionslos konservativ

- Fries, Hugo Friedrich, Advokat, 
WK Sachsen-Weimar-Eisenach 1 (Weimar, Apolda), Nationalliberale Partei

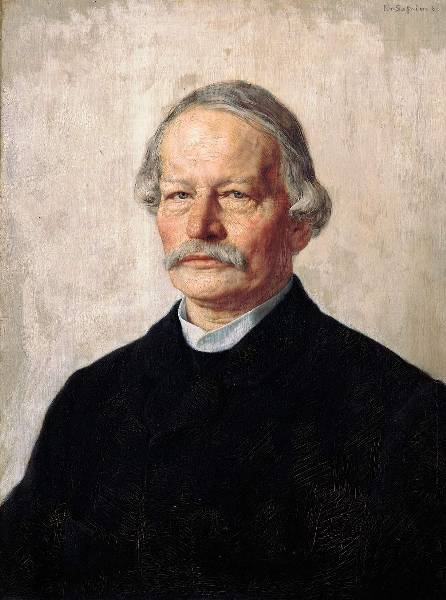
Gustav Freytag
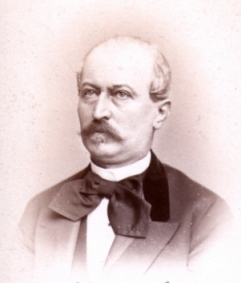
Karl Rudolf Friedenthal
Prinz Friedrich Karl von Preußen

## G

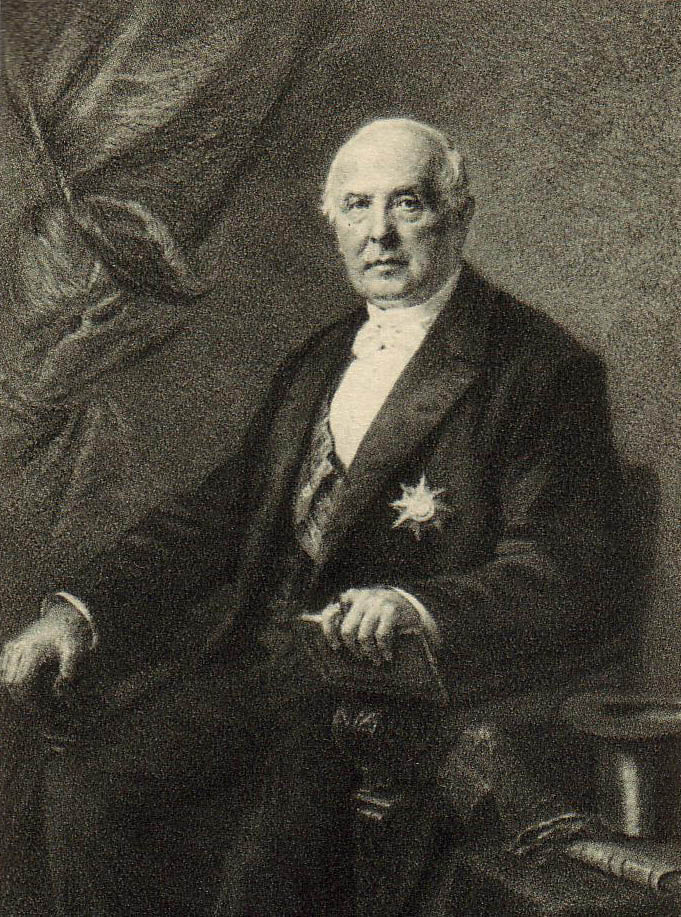
Karl von Gerber
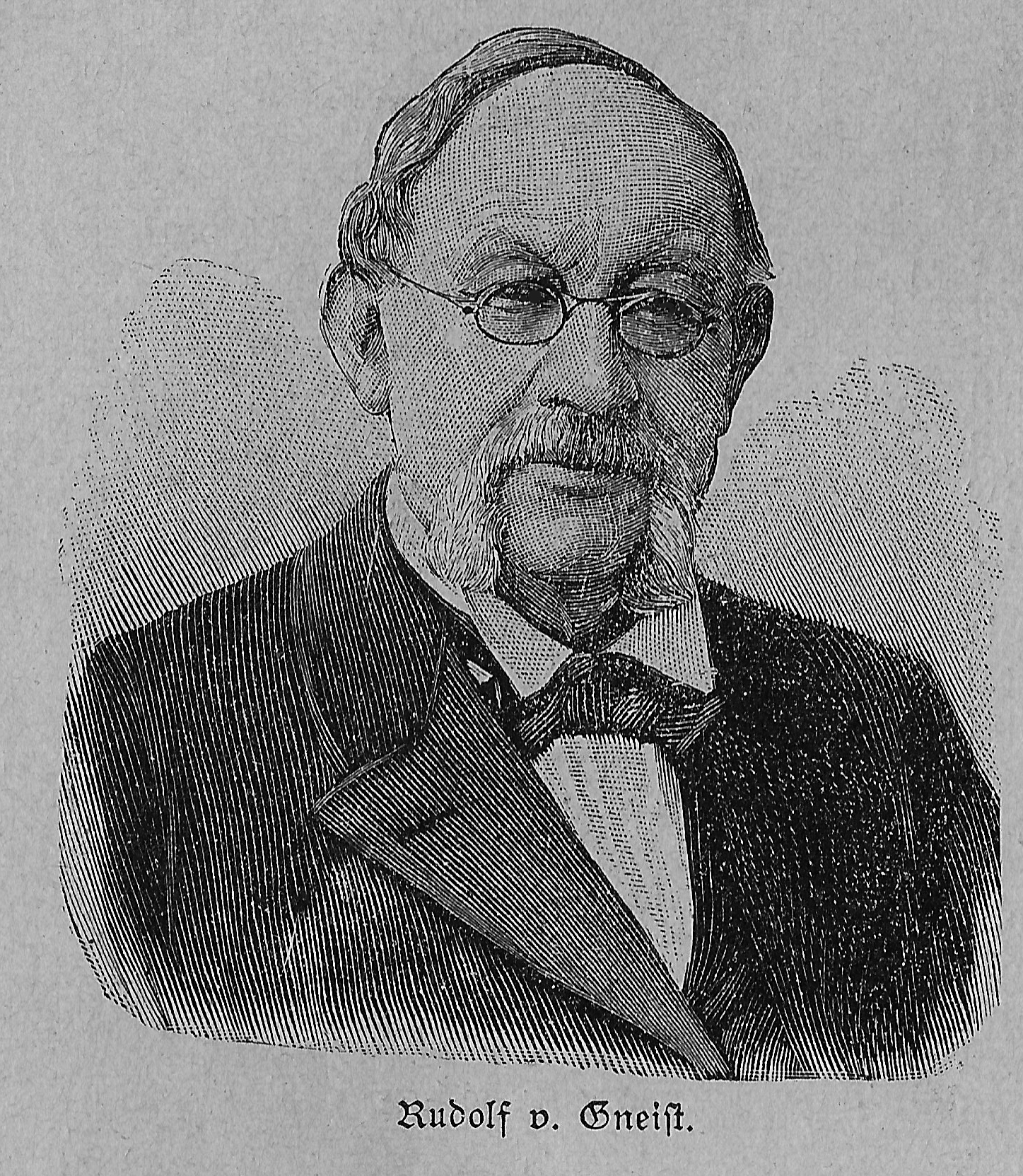
Rudolf von Gneist

- Galen, Ferdinand von, Diplomat,
WK Arnsberg 8 (Lippstadt, Brilon), Freikonservative Vereinigung

- Gebert, Karl Wilhelm, Staatsanwalt, 
WK Sachsen 14 (Borna, Geithain, Rochlitz), Altliberales Zentrum

- Gerber, Karl von, Professor,
WK Sachsen 13 (Leipzig-Land, Taucha, Markranstädt, Zwenkau), Altliberales Zentrum

- Gitzler, Ludwig, Professor Breslau, 
WK Breslau 13 (Frankenstein, Münsterberg), Freikonservative Vereinigung

- Gneist, Rudolf von, Professor,
WK Düsseldorf 2 (Elberfeld, Barmen), Nationalliberale Partei

- Görtz, Christoph Gotthard, Richter,
WK Lübeck, Nationalliberale Partei

- Goltz, Eduard Kuno von der, Generalmajor,
WK Minden 1 (Minden, Lübbecke, Jadegebiet), Konservative Partei

- Gottberg, Hans Hugo Erdmann von, Gutsbesitzer,
WK Köslin 1 (Stolp, Lauenburg in Pommern), Konservative Partei

- Graeve, Alexander von, Gutsbesitzer Borek,
WK Posen 9 (Krotoschin), Polnische Fraktion

- Grävenitz, Ernst von, Rittergutsbesitzer Ochel-Hermsdorf, 
WK Liegnitz 1 (Grünberg, Freystadt), Konservative Partei

- Groote, Alfred, Landgerichtsrat,
WK Düsseldorf 4 (Düsseldorf-Stadt), fraktionslos liberal

- Grumbrecht, August, Bürgermeister Harburg, 
WK Hannover 17 (Harburg, Rotenburg in Hannover, Zeven), Nationalliberale Partei

- Gruner, Justus von, Legationsrat ,
WK Düsseldorf 6 (Duisburg), fraktionslos liberal

- Günther, Theodor, Rittergutsbesitzer, 
WK Sachsen 11 (Oschatz, Wurzen, Grimma), fraktionslos liberal

## H

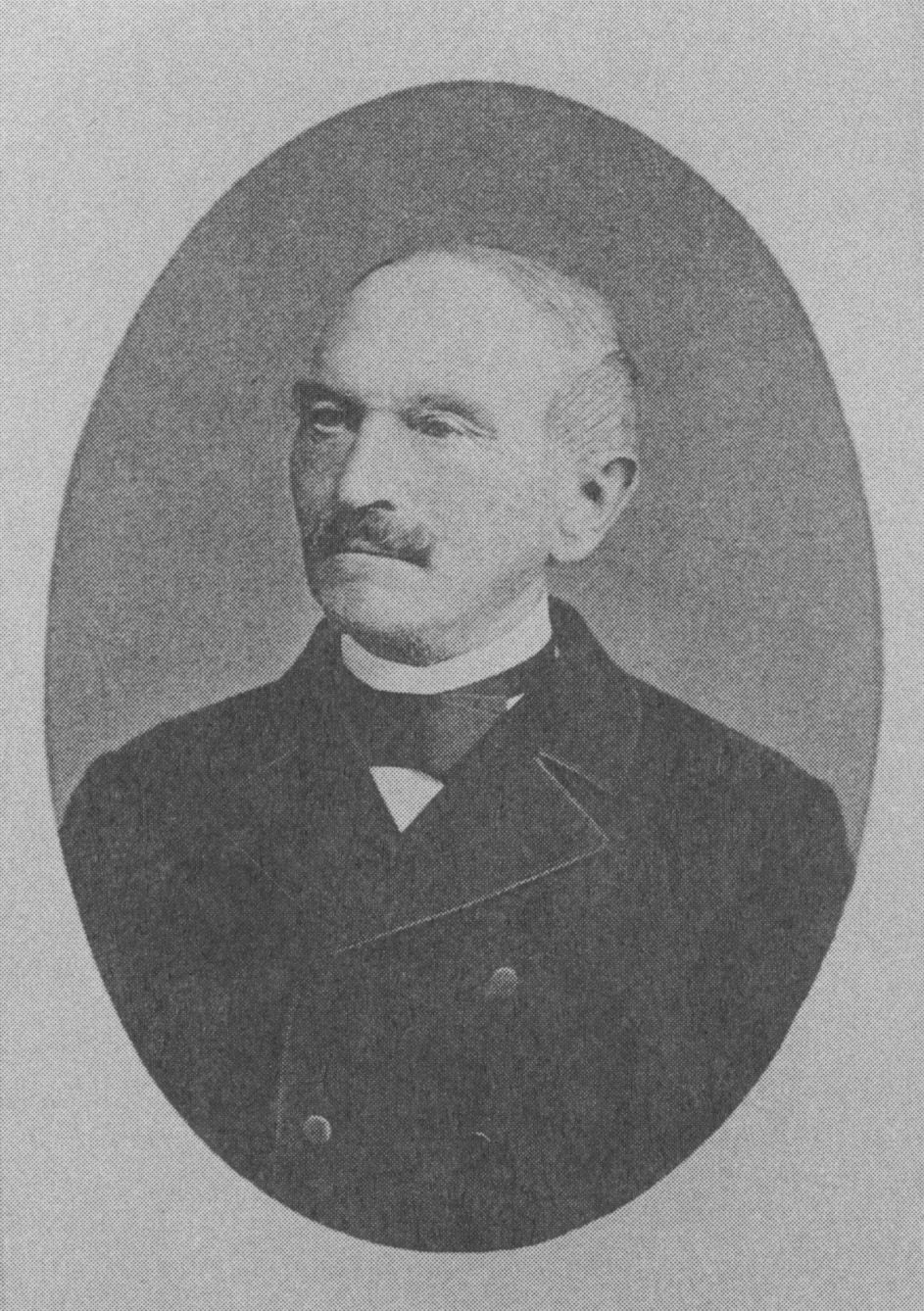
Ludwig Haberkorn
Ernst von Hammerstein-Loxten
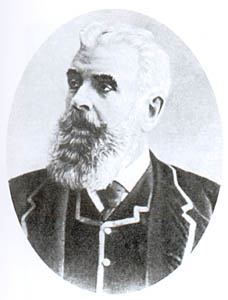
Guido Henckel von Donnersmarck
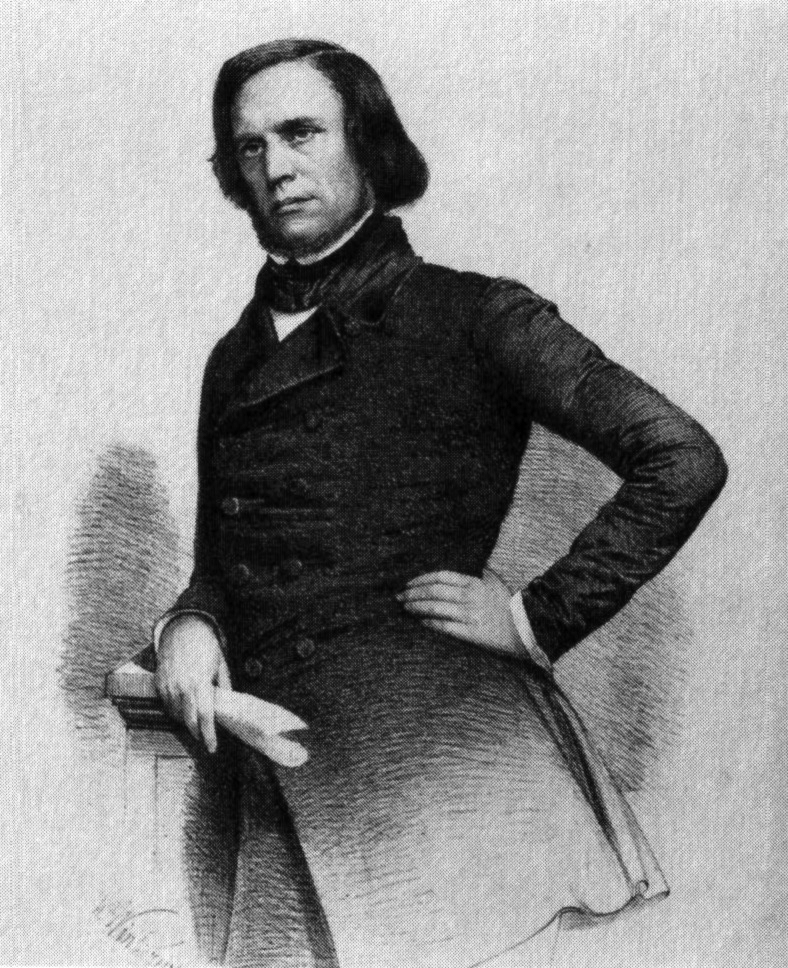
August Hergenhahn

- Haberkorn, Ludwig, Gerichtsrat,
WK Sachsen 15 (Mittweida, Frankenberg, Augustusburg), fraktionslos konservativ

- Hagke, Friedrich Bernhard Freiherr von, Landrat und Rittergutsbesitzer, 
WK Erfurt 3 (Mühlhausen, Langensalza, Weißensee), Freikonservative Vereinigung

- Hammerstein, Wilhelm von, Staatsminister, 
WK Hannover 6 (Syke, Verden), Bundesstaatlich-Konstitutionelle Vereinigung

- Hammerstein-Loxten, Ernst von, Rittergutsbesitzer,
5 (Melle, Diepholz, Wittlage, Sulingen, Stolzenau), Bundesstaatlich-Konstitutionelle Vereinigung

- Harnier, Richard, Dr. jur., Direktor Landeskreditanstalt Kassel, 
WK Kassel 4 (Eschwege, Schmalkalden, Witzenhausen), Nationalliberale Partei

- Henckel von Donnersmarck, Guido, Rittergutsbesitzer
WK Oppeln 5 (Beuthen, Tarnowitz), Nationalliberale Partei

- Hennig, Julius Carl August von, Rittergutsbesitzer, 
WK Marienwerder 3 (Graudenz, Strasburg/Westpreußen), Nationalliberale Partei

- Herbig, Scipio Agricola, Justizrat Dresden, 
WK Sachsen 21 (Annaberg, Schwarzenberg), Altliberales Zentrum

- Hergenhahn, August, Appellationsgerichtspräsident,
WK Wiesbaden 1 (Obertaunus, Höchst, Usingen), Nationalliberale Partei

- Hering, Hermann, Rechtsanwalt Eisenach, 
WK Sachsen-Weimar-Eisenach 2 (Eisenach, Dermbach), Nationalliberale Partei

- Herwarth von Bittenfeld, Eberhard, General,
WK Trier 2 (Wittlich, Bernkastel), Konservative Partei

- Heubner, Julius Leonhard, Pastor Mylau, 
WK Sachsen 22 (Auerbach, Reichenbach), Deutsche Fortschrittspartei

- Heyl, Karl, Friedensrichter Saarlouis, 
WK Trier 4 (Saarlouis, Merzig, Saarburg), fraktionslos liberal

- Hilgers, Franz Jakob von, Landrat z.D. Berlin, 
WK Aachen 4 (Düren, Jülich), Freie Vereinigung

- Hinrichs, Bernhard, Gutsbesitzer Jessin, 
WK Stralsund 1 (Rügen, Stralsund, Franzburg), Nationalliberale Partei

- Hoffmann, Julius, Rittergutsbesitzer Eisfeld,
WK Sachsen-Meiningen 1 (Meiningen, Hildburghausen), Nationalliberale Partei

- Hohenlohe-Öhringen, Hugo Fürst zu, Standesherr, 
WK Oppeln 4 (Lublinitz, Tost-Gleiwitz), Freikonservative Vereinigung

- Holtzbrinck, Heinrich Wilhelm von, Regierungspräsident,
WK Arnsberg (Altena, Iserlohn), Konservative Partei

- Holzer, Carl Josef, Dr. theol., Dompropst, 
WK Aachen 1 (Schleiden, Malmedy, Montjoie), Freikonservative Vereinigung

- Holzmann, Gustav, Kreisgerichtsrat Köthen,
WK Anhalt 2 (Bernburg, Köthen, Ballenstedt), Nationalliberale Partei

- Hompesch, Alfred Polycarp von, Rittergutsbesitzer,
WK Aachen 5 (Geilenkirchen, Heinsberg, Erkelenz), Freikonservative Vereinigung

- Hosius, Clemens, Kreisgerichtsrat Neuwied, 
WK Koblenz 2 (Neuwied), Nationalliberale Partei

- Hüllessem-Meerscheidt, Otto Karl Freiherr von, Landrat Königsberg und Gutsbesitzer, 
WK Königsberg 4 (Fischhausen, Königsberg-Land), Konservative Partei

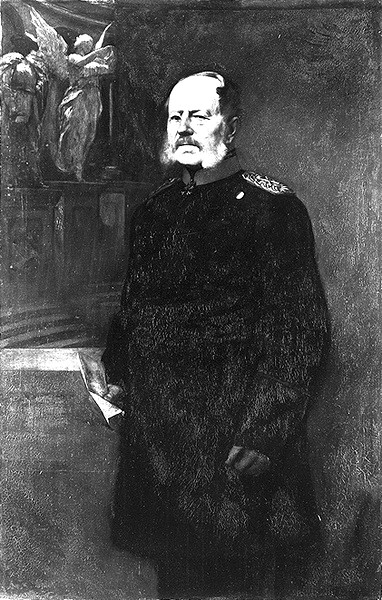
Eberhard Herwarth von Bittenfeld
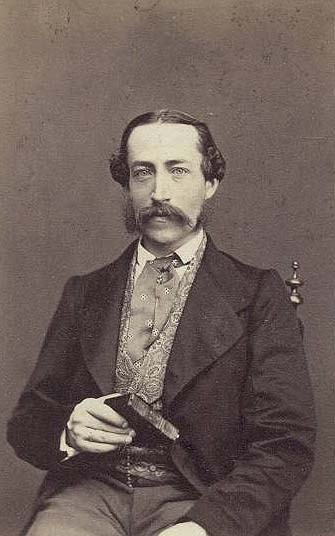
Hugo zu Hohenlohe-Öhringen
Alfred Polycarp von Hompesch

## J
- Jackowski, Hiacynt von, Rittergutsbesitzer,
WK Danzig 5 (Berent, Preußisch Stargard), Polnische Fraktion

- Jäger, Karl Bernhard, Rechtsanwalt,
WK Reuß jüngerer Linie (Gera, Schleiz), Nationalliberale Partei

- Jagow, Julius von, Landrat Westprignitz,
WK  Potsdam 1 (Westprignitz), fraktionslos konservativ

- Jagow, Gustav Wilhelm von, Oberpräsident,
WK Potsdam 7 (Potsdam-Stadt, Osthavelland), Konservative Partei

- Jensen, Friedrich Heinrich Otto, Obergerichtsrat a. D., 
WK Schleswig-Holstein 6 (Pinneberg, Segeberg), Bundesstaatlich-Konstitutionelle Vereinigung

- Jüngken, Hermann, Rittergutsbesitzer, 
WK Merseburg 6 (Sangerhausen, Eckartsberga), Nationalliberale Partei

- Jungermann, Wilhelm, Ministerialsekretär Kassel,
WK Kassel 5 (Marburg, Frankenberg), Nationalliberale Partei

## K

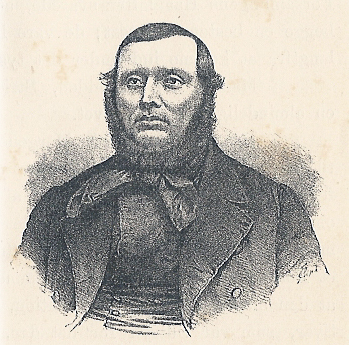
Hans Andersen Krüger

- Kalckstein, Willibald von, Landrat, 
WK Königsberg 5  (Heiligenbeil, Preußisch-Eylau), Konservative Partei

- Kanngießer, Carl Hermann, Appellationsgerichtsrat, 
WK Düsseldorf 11 (Krefeld),  Nationalliberale Partei

- Kantak, Kasimir, Rittergutsbesitzer,
WK Bromberg 4 (Inowrazlaw, Mogilno), Polnische Fraktion

- Kayser, Johann, Professor,
WK Minden 5 (Höxter, Warburg), Freie Vereinigung

- Kehler, Rudolf von, Landrat Chodziesen, 
WK Bromberg 1 (Czarnikau, Chodziesen), Altliberales Zentrum

- Keyser, Günther, Staatsanwalt Sondershausen, 
WK Schwarzburg-Sondershausen (Sondershausen, Arnstadt, Gehren, Ebeleben), Altliberales Zentrum

- Keyserlingk zu Rautenburg, Reichsgraf Otto von, Majoratsherr, 
WK Gumbinnen 1 (Tilsit, Niederung), Konservative Partei

- Kitz, Arnold, Obergerichtsdirektor Oldenburg, 
WK Oldenburg 3 (Vechta, Delmenhorst, Cloppenburg), Bundesstaatlich-Konstitutionelle Vereinigung

- Kleinsorgen, Karl von, Kreisrichter,
WK Münster 2 (Münster-Stadt, Coesfeld), Freie Vereinigung

- Knapp, Johannes, Gutsbesitzer, 
WK Wiesbaden 4 (Limburg, Oberlahnkreis, Unterlahnkreis), Nationalliberale Partei

- Knesebeck, Alfred von dem, Gutsbesitzer Karwe,
WK Potsdam 3 (Ruppin, Templin), Freikonservative Vereinigung

- König, Hermann, Rechtsanwalt Osterode, 
WK Hannover 13 (Goslar, Zellerfeld, Ilfeld), Nationalliberale Partei

- Königsmarck, Carl von, Rittergutsbesitzer Camnitz,
WK Marienwerder 7 (Schlochau, Flatow), Konservative Partei

- Köppe, August, Ministerialrat a. D. Dessau,
WK Anhalt 1 (Dessau, Zerbst), Nationalliberale Partei

- Köster, Hans, Dr. phil., Rittergutsbesitzer, 
WK Frankfurt 9 (Cottbus, Spremberg), Konservative Partei

- Kraetzig, Adalbert, Ministerialdirektor,
WK Königsberg 6 (Braunsberg, Heilsberg), Freikonservative Vereinigung

- Kratz, Franz Josef, Kammerpräsident Landgericht Köln, 
WK Düsseldorf 10 (Gladbach), Freie Vereinigung

- Krüger, Hans Andersen, Hofbesitzer, 
WK Schleswig-Holstein 1 (Hadersleben, Sonderburg), Däne

- Krug von Nidda, Otto Ludwig, beruf,
WK Trier 5 (Saarbrücken), Freikonservative Vereinigung

- Künzer, Franz, Dr. jur., Domkapitular Breslau, 
WK Breslau 12 (Glatz, Habelschwerdt), Freikonservative Vereinigung

## L

Eduard Lasker
Wilhelm Adolf Lette
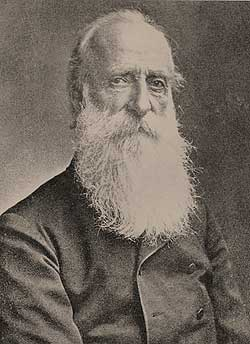
Felix von Loë

- Lasker, Eduard, Rechtsanwalt und Syndikus, 
WK Berlin 1, Nationalliberale Partei

- Lavergne-Peguilhen, Alexander von, Landrat Neidenburg, 
WK Königsberg 8 (Osterode i. Opr., Neidenburg), Konservative Partei

- Lehndorff, Karl von, Legationsrat, 
WK  Gumbinnen 5 (Angerburg, Lötzen), Konservative Partei

- Leipziger, Hermann von, Rittergutsbesitzer Pietrunke,
WK Bromberg 3 (Bromberg-Stadt), Nationalliberale Partei

- Lette, Wilhelm Adolf, Oberregierungsrat,
WK Frankfurt 3 (Königsberg/Neumark), Nationalliberale Partei

- Lichnowsky, Karl von, Majoratsherr, 
WK Oppeln 8 (Ratibor), Freikonservative Vereinigung

- Loë, Maximilian August von, Gutsbesitzer,
WK Düsseldorf 7 (Kleve, Geldern), Freikonservative Vereinigung

- Lucke, Ferdinand, Amtsrat und Domänenpächter Bleesern,
WK Merseburg 2 (Schweinitz, Wittenberg), Konservative Partei

## M

Hermann von Mallinckrodt
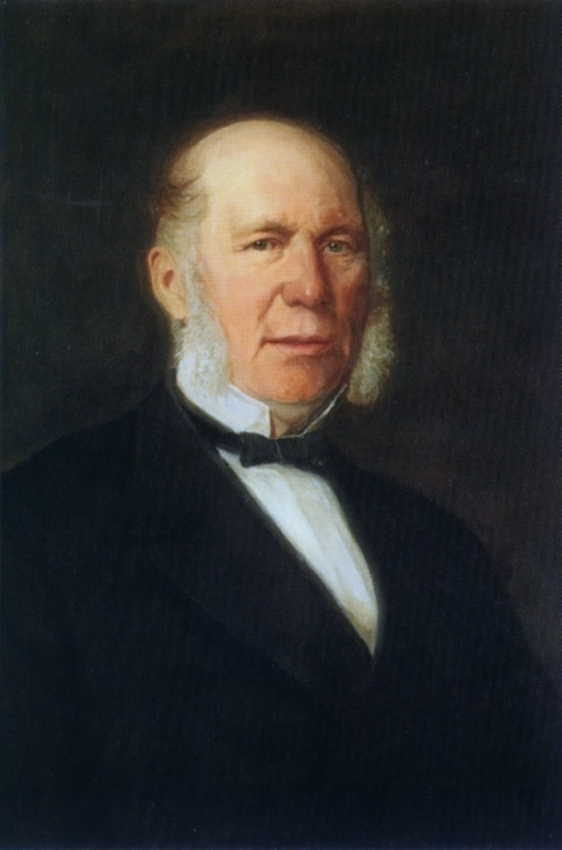
Hermann Henrich Meier
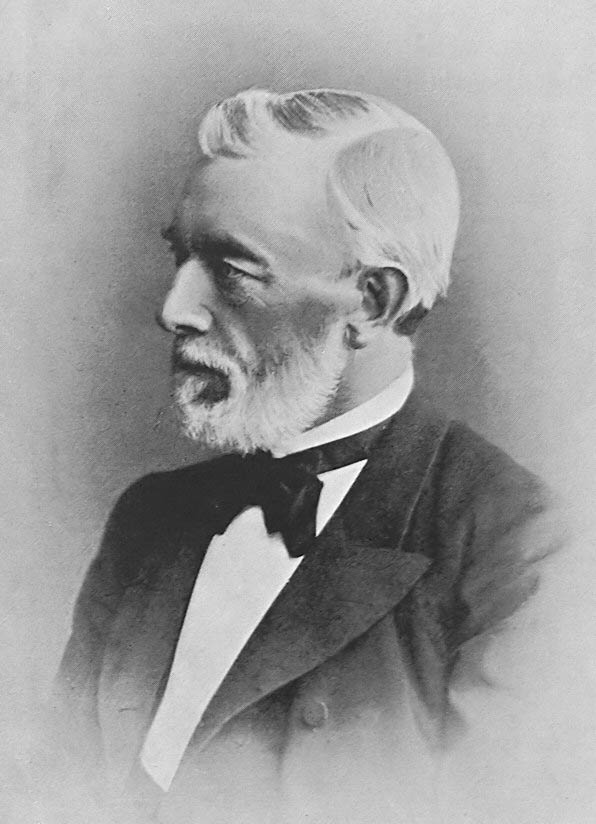
Johannes Miquel
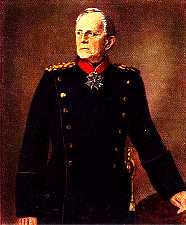
Helmuth von Moltke

- Mallinckrodt, Hermann von, Regierungsrat, 
WK Münster 4 (Lüdinghausen, Beckum, Warendorf), Bundesstaatlich-Konstitutionelle Vereinigung

- Maltzan, August Graf von, Standesherr, 
WK Breslau 2 (Militsch, Trebnitz), Freikonservative Vereinigung

- Martens, Heinrich Wilhelm, Rechtsanwalt Danzig,
WK Danzig 3 (Danzig Stadt), fraktionslos liberal

- Megede, Hans zur, Regierungsrat z.D. Sagan, 
WK Liegnitz 2 (Sagan, Sprottau), Freie Vereinigung

- Meier, Hermann Heinrich Meier, Reeder,
WK Bremen, Nationalliberale Partei

- Meyer, Friedrich, Justizrat 
WK Marienwerder 4 (Thorn, Kulm), Nationalliberale Partei

- Michelis, Friedrich, Pfarrer,
WK Düsseldorf  9 (Kempen), fraktionslos katholisch

- Minckwitz, Heinrich, Rechtsanwalt,
WK  Sachsen 19 (Stollberg, Schneeberg), Deutsche Fortschrittspartei

- Miquel, Johannes, Oberbürgermeister a. D., Mitdirektor Disconto-Gesellschaft, 
WK Hannover 4 (Osnabrück, Bersenbrück, Iburg), Nationalliberale Partei

- Moltke, Helmuth Karl Bernhard von, General der Infanterie, Chef des Generalstabes, 
WK Königsberg 1 (Memel, Heydekrug), Konservative Partei

- Motty, Stanislaus, Kreisrichter,
WK Posen 1 (Posen-Stadt), Polnische Fraktion

- Müller, Hermann Gerhard, Bürgermeister Brake, 
WK Oldenburg 2 (Jever, Brake, Westerstede, Varel), Nationalliberale Partei

- Müller, Gustav, Bankier Berlin,
WK Stettin 4 (Stettin-Stadt), fraktionslos liberal

- Müller, Adolf, Obergerichtsanwalt Wolfenbüttel,
WK Braunschweig 2 (Helmstedt, Wolfenbüttel), Nationalliberale Partei

- Münchhausen, Alexander von, Gutsbesitzer,
WK Hannover 8 (Hannover-Stadt), Bundesstaatlich-Konstitutionelle Vereinigung

## N

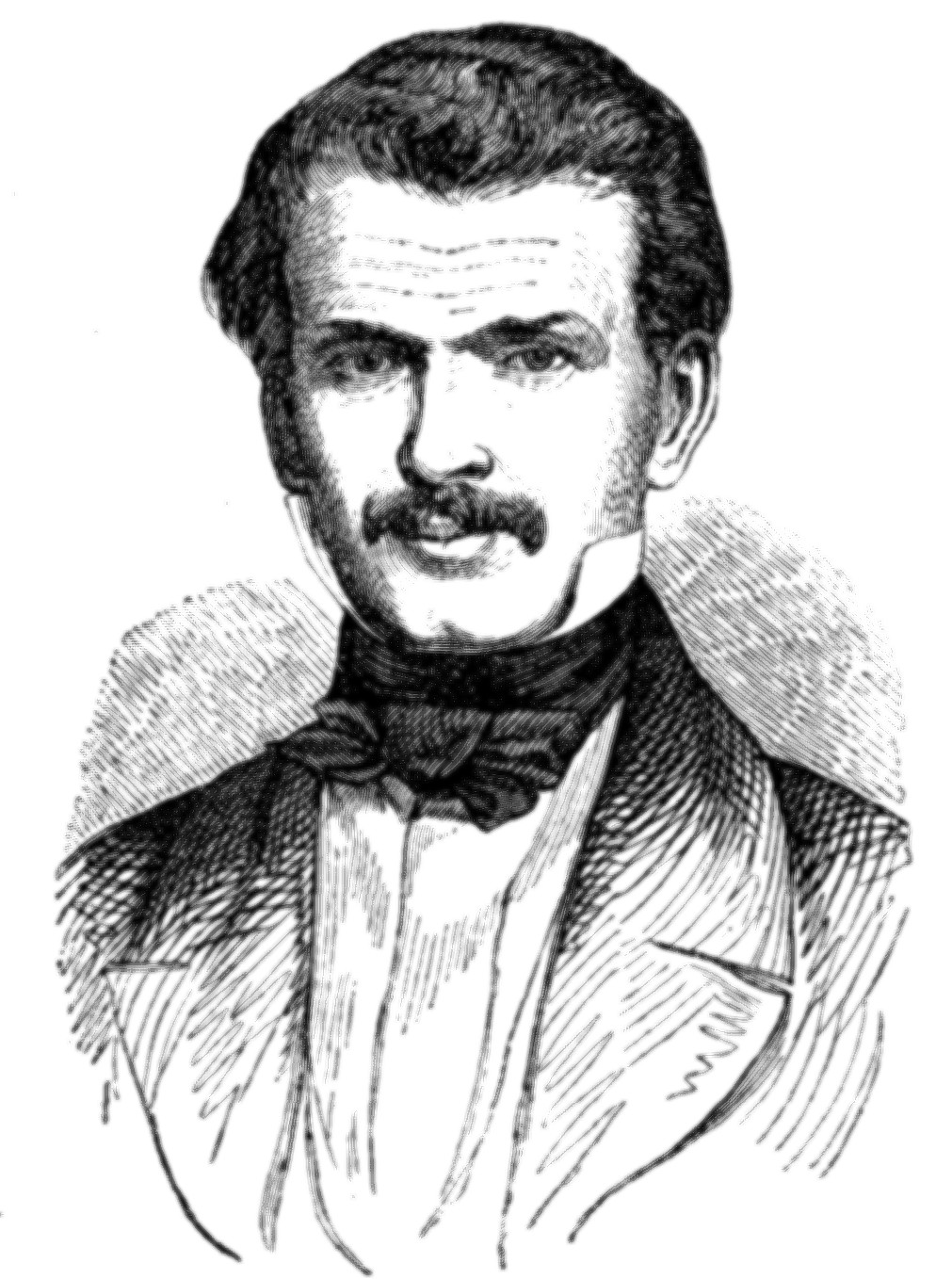
Wladislaus von Niegolewski

- Nesselrode-Ehreshoven, Maximilian von, Rittergutsbesitzer,
WK Köln 6 (Mülheim am Rhein, Gummersbach, Wipperfürth), Freikonservative Vereinigung

- Niegolewski, Wladislaus von, Dr. jur., Rittergutsbesitzer, 
WK Posen 8 (Wreschen, Pleschen), Polnische Fraktion

## O

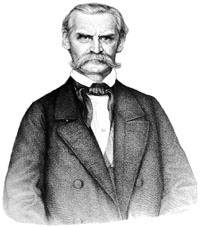
Friedrich Oetker
Alexander von Oheimb

- Oehmichen, Friedrich Wilhelm, Rittergutsbesitzer, 
WK Sachsen 10 (Döbeln, Nossen, Leisnig), fraktionslos liberal

- Oertzen, Ludwig Georg von, Rittergutsbesitzer Woltow,
WK Mecklenburg-Schwerin 3 (Kammergüter und Ritterschaftliche Güter), fraktionslos konservativ

- Oetker, Friedrich, Dr., Schriftsteller, 
WK Kassel 1 (Rinteln, Hofgeismar, Wolfhagen), Nationalliberale Partei

- Oheimb, Alexander von, Rittergutsbesitzer,
WK Lippe (Detmold, Lemgo), Konservative Partei

- Oppersdorff, Hans von, Erbherr Geppersdorf-Troplowitz, 
WK Oppeln 10 (Neustadt O.S.), Freikonservative Vereinigung

## P

Paul Persius
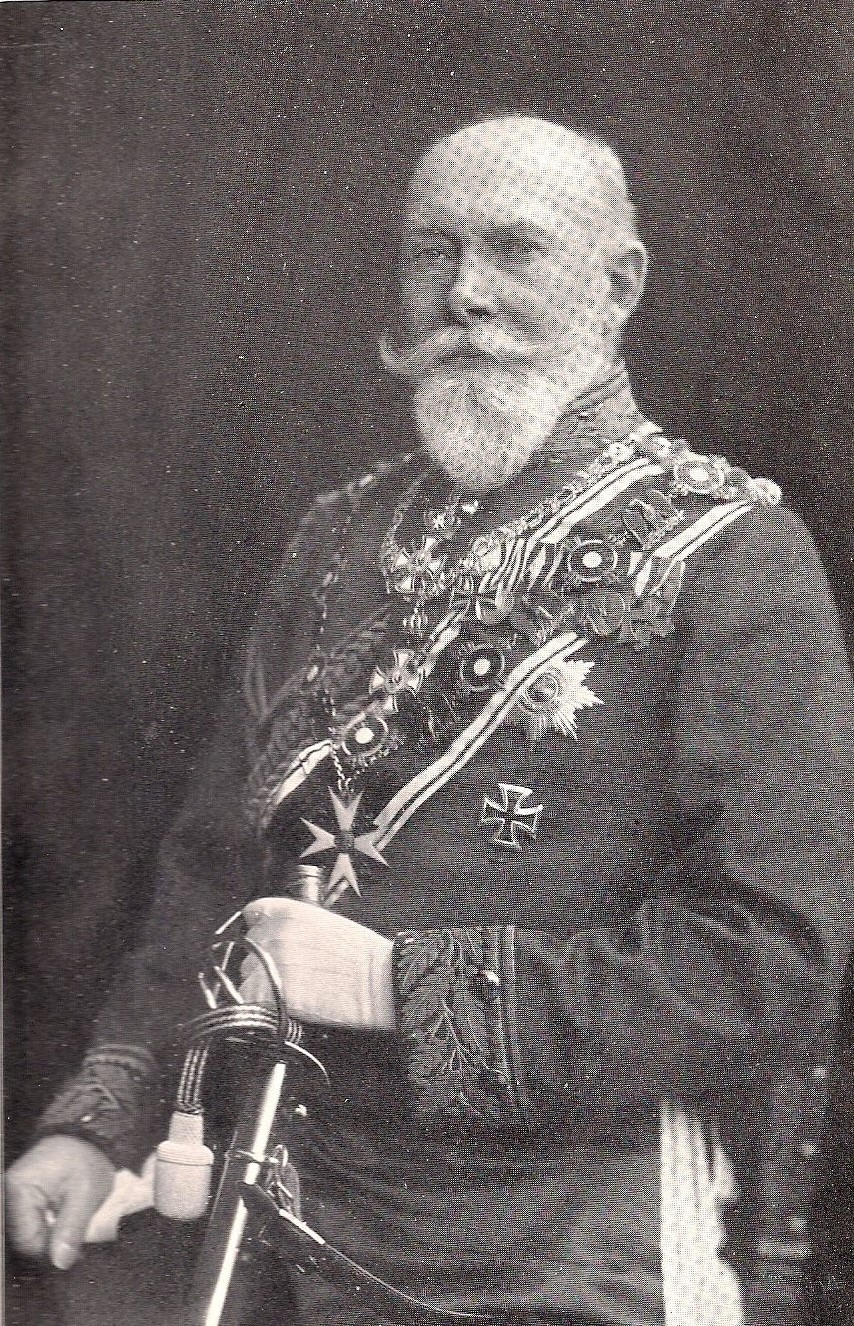
Hans von Pleß
Henning von Puttkamer
Maximilian von Puttkamer

- Pannier, Rudolf, Kreisgerichtsrat Oranienburg,
WK Potsdam 5 (Oberbarnim), Nationalliberale Partei

- Persius, Paul, beruf,
WK Potsdam 2 (Ostprignitz), Konservative Partei

- Pilaski, Julius, Rittergutsbesitzer Zielinice,
WK Posen 10 (Adelnau, Schildberg), Polnische Fraktion

- Pilgrim, Adolf von, Landrat,
WK Arnsberg 5 (Bochum), Freikonservative Vereinigung

- Planck, Gottlieb, Appellationsgerichtsrat Celle, 
WK Hannover 14 (Gifhorn, Celle, Peine, Burgdorf), Nationalliberale Partei

- Pleß, Hans von, Standesherr, 
WK Oppeln 7 (Pleß, Rybnik), Freikonservative Vereinigung

- Pogge, Franz, Rittergutsbesitzer, 
WK Mecklenburg-Strelitz (Neustrelitz, Neubrandenburg, Schönberg), Nationalliberale Partei

- Proff-Irnich, Carl von, Landgerichtsrat Bonn, 
WK Köln 4 (Rheinbach, Bonn), Freie Vereinigung

- Prosch, Karl Friedrich Wilhelm, Regierungsrat a. D., 
WK Mecklenburg-Schwerin 5 (Schwerin, Wismar und weitere Städte), Nationalliberale Partei

- Pückler-Burghauß, Karl von, Gutsbesitzer,
WK Breslau 9 (Striegau, Schweidnitz), Konservative Partei

- Puricelli, Eduard, Fabrikbesitzer,
WK Trier 3 (Trier-Stadt), Freikonservative Vereinigung

- Puttkamer, Henning von, Rittergutbesitzer, 
WK Frankfurt 8 (Sorau), Nationalliberale Partei

- Puttkamer, Maximilian von, Kreisrichter, 
WK Posen 6 (Fraustadt), Nationalliberale Partei

## R

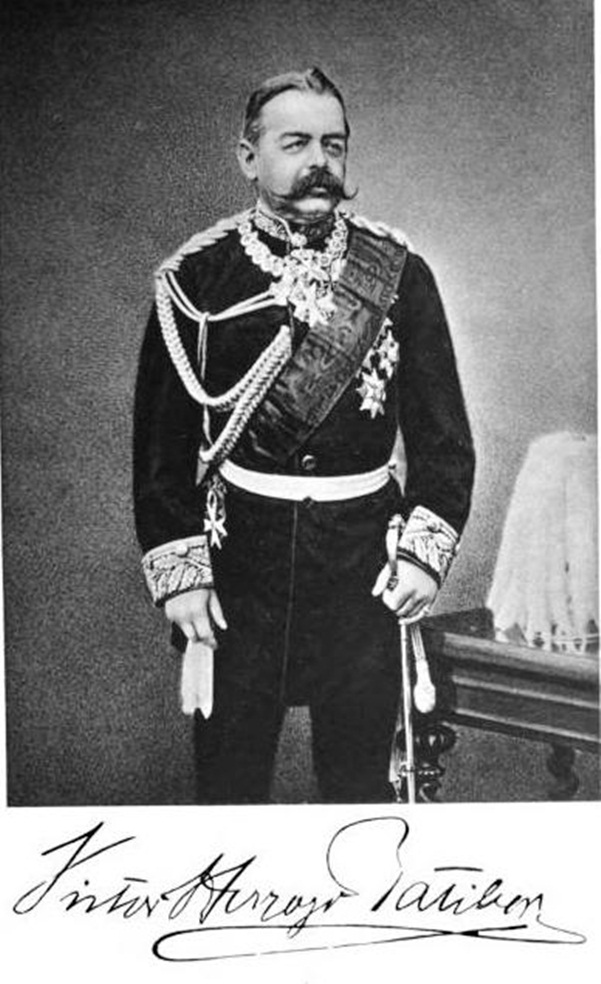
Victor I. Herzog von Ratibor
Anton Rée
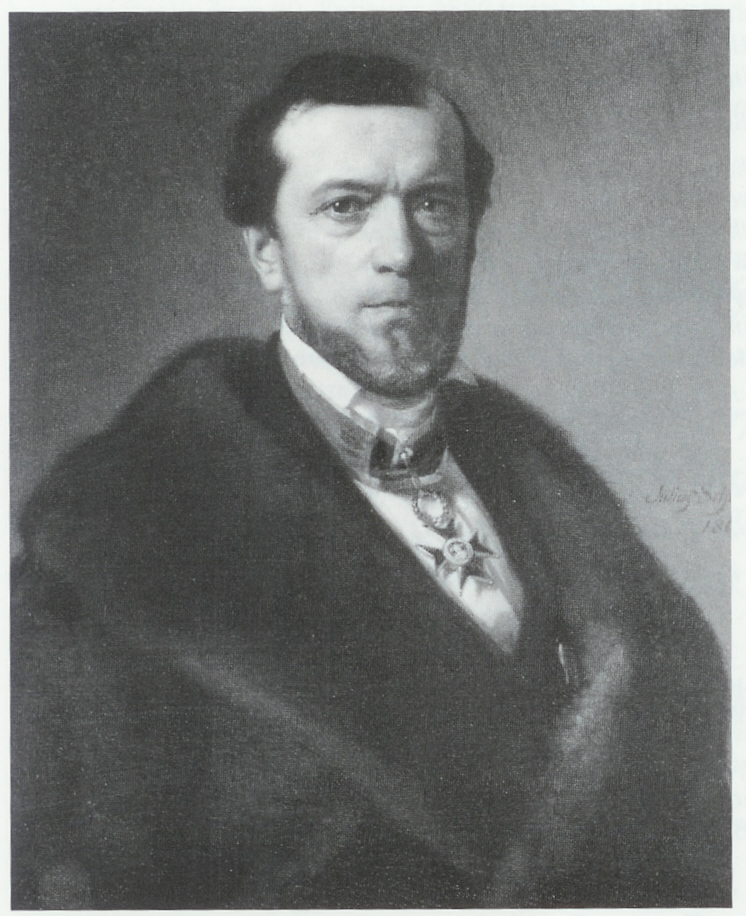
Peter Reichensperger
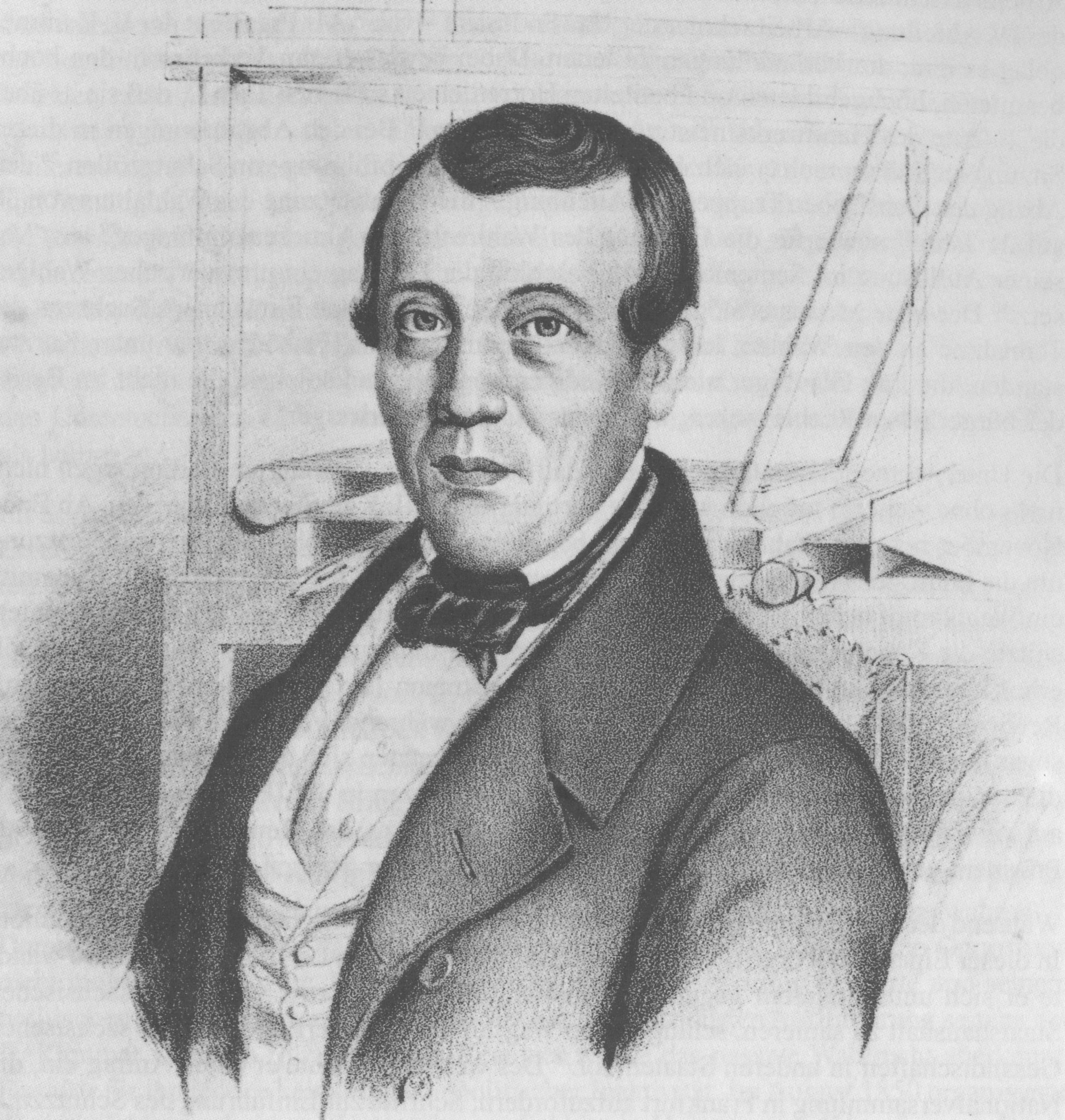
Franz Xaver Rewitzer

- Rabenau, Adalbert Nordeck zur, Gutsbesitzer, 
WK Hessen 1 (Gießen, Grünberg, Nidda), Altliberales Zentrum

- Raitz von Frentz, Jakob, Polizeidirektor,
WK Koblenz 3 (Koblenz, St. Goar), Freikonservative Vereinigung

- Rang, Franz, Oberbürgermeister Fulda,
WK Kassel 7 (Fulda, Schlüchtern, Gersfeld), Freie Vereinigung

- Rath, Hermann vom, Rittergutsbesitzer,
WK Düsseldorf 7 (Moers, Rees), Altliberales Zentrum

- Ratibor, Victor I. Herzog von, Herzogtumsbesitzer, 
WK Oppeln 2 (Oppeln-Stadt), Freikonservative Vereinigung

- Rauchhaupt, Wilhelm von, Landrat,
WK Merseburg 3 (Bitterfeld, Delitzsch), Konservative Partei

- Rée, Anton, Publizist ,
WK Hamburg 2, Deutsche Fortschrittspartei

- Reichenheim, Leonor, Kaufmann Berlin,
WK Breslau 10 (Waldenburg), Nationalliberale Partei

- Reichensperger, Peter, Landgerichtsrat, 
WK Arnsberg 2 (Olpe, Arnsberg, Meschede), fraktionslos katholisch

- Renard, Johannes Maria von, Erbherr, 
WK Oppeln 3 (Groß Strehlitz, Kosel), Freikonservative Vereinigung

- Reuning, Theodor, Jurist,
WK Sachsen 8 (Pirna, Sebnitz), Altliberales Zentrum

- Rewitzer, Franz Xaver, Webermeister,
WK Sachsen 16 (Chemnitz), Deutsche Fortschrittspartei

- Richter, Eugen, Publizist,
WK Erfurt 1 (Nordhausen), Deutsche Fortschrittspartei

- Riedel, Gustav, Bürgermeister Brieg,
WK Breslau 4 (Namslau, Brieg), Altliberales Zentrum

- Riedel, Christian Gottlieb, Gutsbesitzer, 
WK Sachsen 1 (Zittau), Deutsche Fortschrittspartei

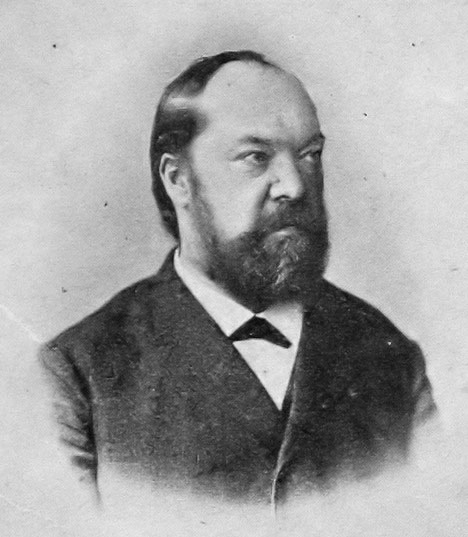
Eugen Richter
Christian Gottlieb Riedel
Hermann Roemer

- Roemer, Hermann, Senator Hildesheim, 
WK Hannover 10 (Hildesheim, Marienburg, Alfeld (Leine)), Nationalliberale Partei

- Roepell, Richard, Professor Breslau,
WK Liegnitz 8 (Schönau, Hirschberg), Nationalliberale Partei

- Rössing, Alexander von, Landrat Hannover,
WK Hannover 9 (Hameln, Linden, Springe), Bundesstaatlich-Konstitutionelle Vereinigung

- Rohden, Wilhelm, Kammergerichtsrat,
WK Münster 1 (Tecklenburg, Steinfurt, Ahaus), Freie Vereinigung

- Romberg, Max von, Rittergutsbesitzer, 
WK Königsberg 10 (Rastenburg, Friedland, Gerdauen), Konservative Partei

- Roon, Albrecht von, Generalleutnant,
WK Potsdam 10 (Teltow, Beeskow-Storkow), Konservative Partei

- Rothschild, Mayer Carl, Bankier,
WK Wiesbaden 6 (Frankfurt am Main), fraktionslos konservativ

- Rückert, Eduard, Rechtsanwalt,
WK Sachsen-Meiningen 2 (Sonneberg, Saalfeld), Nationalliberale Partei

- Runge, Heinrich, Stadtrat, 
WK Berlin 4, Deutsche Fortschrittspartei

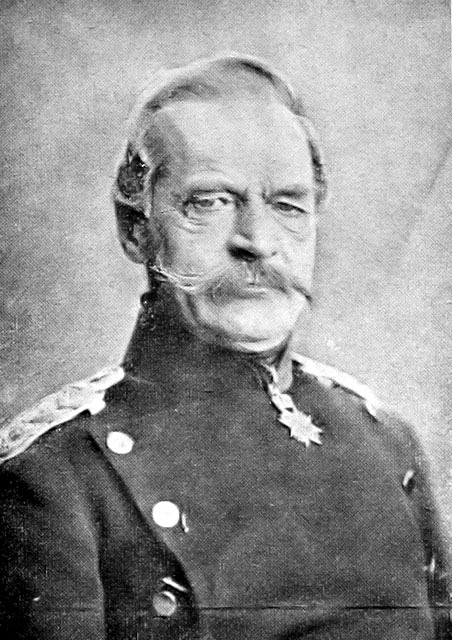
Albrecht von Roon
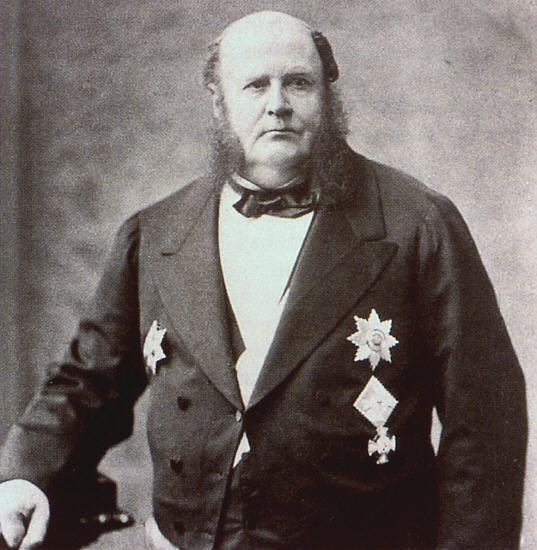
Mayer Carl von Rothschild
Heinrich Runge

## S

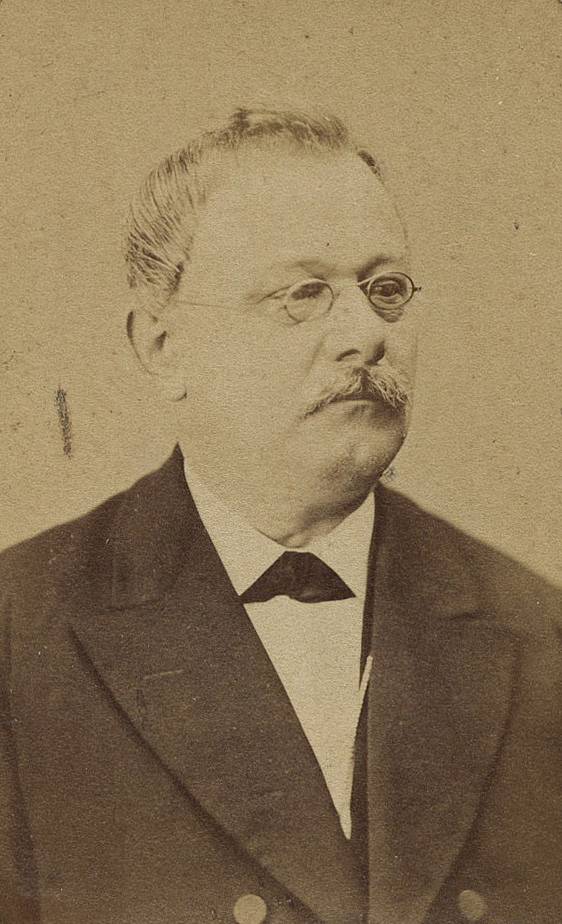
Wilhelm Schaffrath
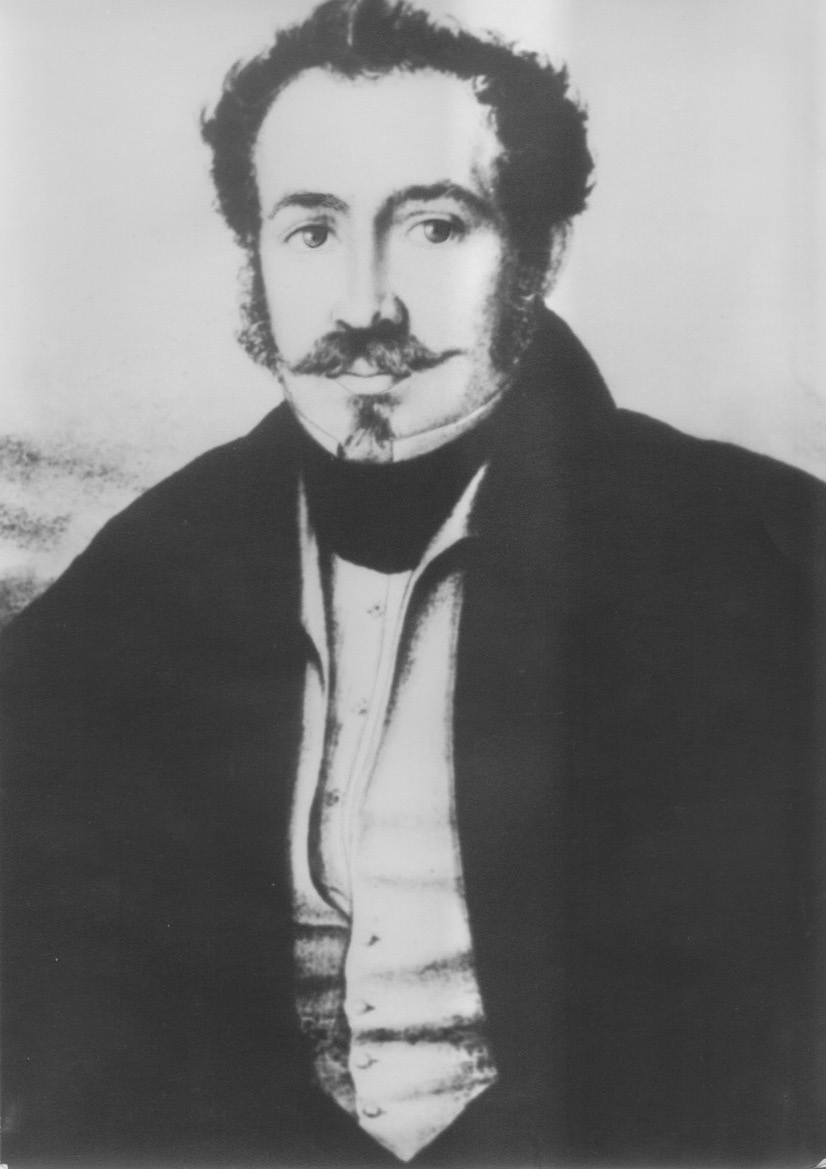
Wilhelm Schenck zu Schweinsberg
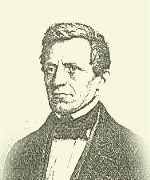
Friedrich Oskar von Schwarze

- Sachße, Friedrich Raimund, Advokat und Stadtrat Freiberg,
WK Sachsen 9 (Freiberg, Hainichen), Altliberales Zentrum

- Saenger, Carl von, Rittergutsbesitzer Grabowo,
WK Bromberg 2 (Wirsitz, Schubin), Altliberales Zentrum

- Salza und Lichtenau, Hermann von, Amtshauptmann und Rittergutsbesitzer Bautzen,
WK Sachsen 3 (Bautzen, Kamenz, Bischofswerda), Freikonservative Vereinigung

- Salzmann, Karl, Rechtsanwalt Weida,
WK Reuß älterer Linie (Greiz, Burgk), Nationalliberale Partei

- Schaffrath, Wilhelm, Dr. jur., Rechtsanwalt, 
WK Sachsen 6 (Dresden-Land links der Elbe, Dippoldiswalde), Deutsche Fortschrittspartei

- Schenck zu Schweinsberg, Wilhelm, Regierungspräsident ,
WK Kassel 8 (Hanau, Gelnhausen), Altliberales Zentrum

- Schepler, Rudolph, Kreishauptmann Leer,
WK Hannover 2 (Aurich, Wittmund, Leer), Konservative Partei

- Scherer, Jacob, Landgerichtspräsident Aachen,
WK Aachen 3 (Aachen-Stadt), Freikonservative Vereinigung

- Schleiden, Rudolf, Hanseatischer Ministerresident a. D., 
WK Schleswig-Holstein 8 (Altona, Stormarn), Bundesstaatlich-Konstitutionelle Vereinigung

- Schmalz, Hermann, Landrat,
WK Gumbinnen 2 (Ragnit, Pillkallen), Konservative Partei

- Schmid, Albert, Obergerichtsrat,
WK Braunschweig 3 (Holzminden, Gandersheim), Nationalliberale Partei

- Schöning, Wilhelm von, Landrat und Rittergutbesitzer, 
WK Stettin 5 (Pyritz, Saatzig), Konservative Partei

- Schrader, Ludwig Christian, Pastor Kiel,
WK Schleswig-Holstein 7 (Kiel, Rendsburg), Bundesstaatlich-Konstitutionelle Vereinigung

- Schraps, Reinhold, Advokat, 
WK Sachsen 18 (Zwickau, Crimmitschau, Werdau), Sächsische Volkspartei

- Schröder, Clemens August, Rittergutsbesitzer und Landgerichtsassessor Aachen,
WK Köln 3 (Bergheim (Erft), Euskirchen), Freikonservative Vereinigung

- Schüz, Ferdinand Synold von, Generalleutnant a. D. Potsdam,
WK Gumbinnen 4 (Stallupönen, Goldap, Darkehmen), Konservative Partei

- Schulenburg-Beetzendorf, Werner Graf von der, Rittmeister und Rittergutbesitzer, 
WK Magdeburg 1 (Salzwedel, Gardelegen), Konservative Partei

- Schulze-Delitzsch, Hermann, Anwalt, 
WK Berlin 6, Deutsche Fortschrittspartei

- Schwartzkoppen, Friedrich von, Gutsbesitzer,
WK Wiesbaden 5 (Dillkreis, Oberwesterwald), Nationalliberale Partei

- Schwarze, Friedrich Oskar von, Generalstaatsanwalt,
WK Sachsen 4 (Dresden rechts der Elbe, Radeberg, Radeburg), Altliberales Zentrum

- Schwerin-Putzar, Maximilian von, Rittergutsbesitzer,
WK Stettin 1 (Demmin, Anklam), Nationalliberale Partei

- Seul, Hermann, Versicherungsdirektor,
WK Düsseldorf 12 (Neuß, Grevenbroich), Freikonservative Vereinigung

- Severin, Ludwig, Landtagspräsident Waldeck,
WK Waldeck-Pyrmont (Waldeck, Pyrmont), Nationalliberale Partei

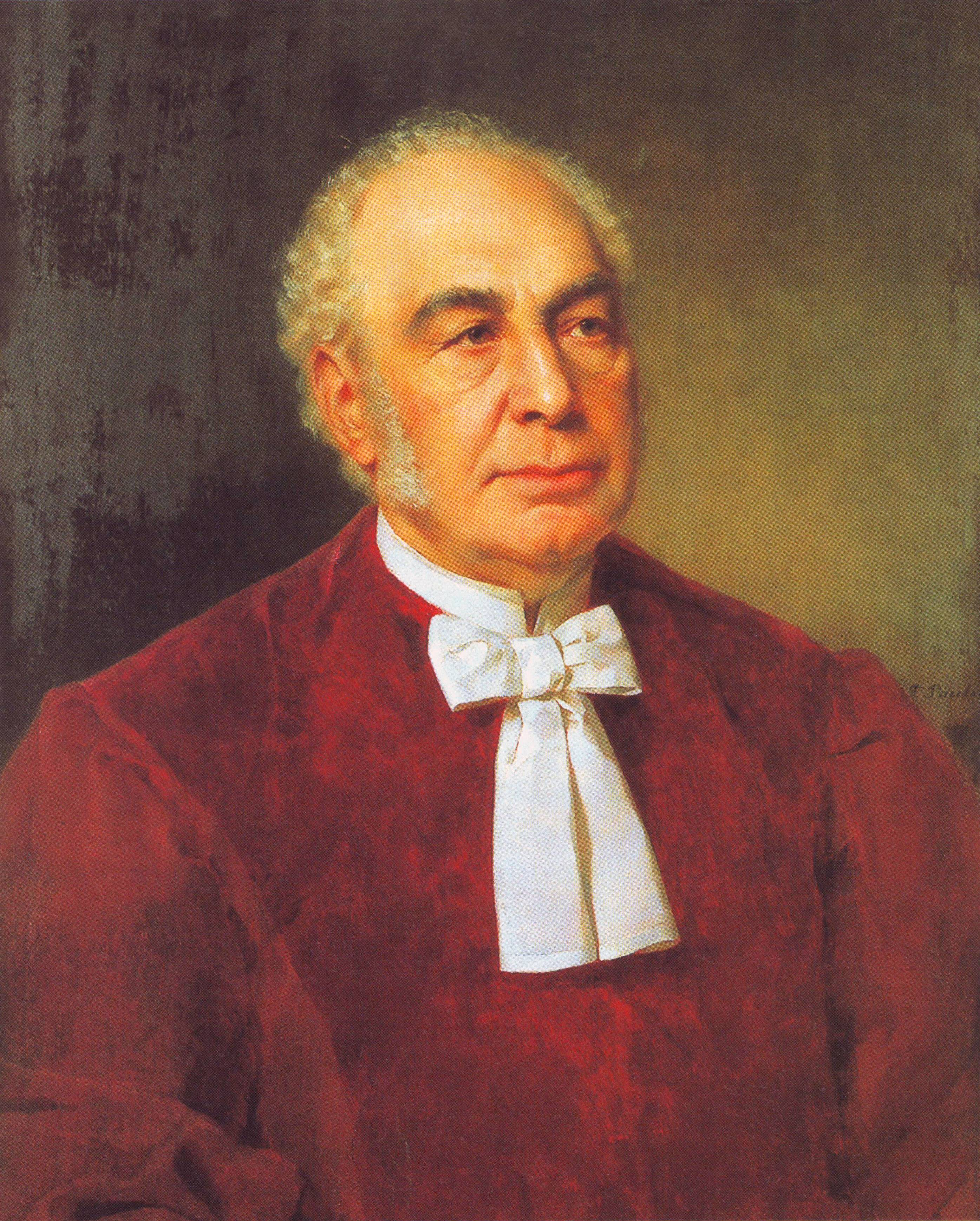
Eduard von Simson
Ludwig zu Solms-Hohensolms-Lich
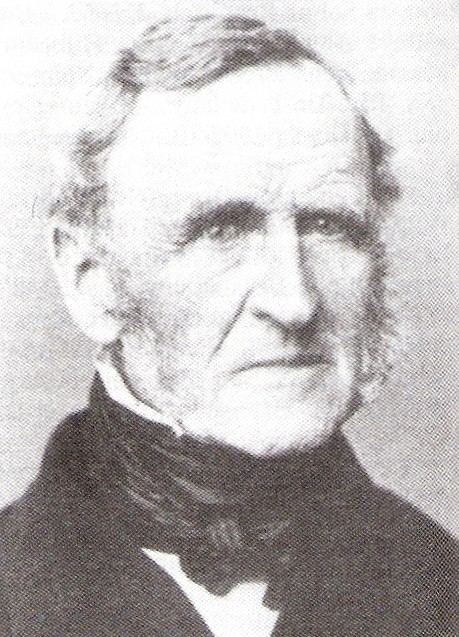
Otto zu Solms-Laubach

- Seydewitz, Max von, Landrat,
WK Merseburg 1 (Liebenwerda, Torgau), Konservative Partei

- Seydewitz, Otto Theodor von, Rittergutbesitzer, 
WK  Liegnitz 10 (Rothenburg/Oberlausitz, Hoyerswerda), Konservative Partei

- Simon, Max, Rechtsanwalt und Notar Breslau,
WK Breslau 6 (Breslau-Stadt Ost), Deutsche Fortschrittspartei

- Simpson, Georg Wilhelm von, Rittergutbesitzer, 
WK Gumbinnen 6 (Oletzko, Lyck, Johannisburg), Konservative Partei

- Simson, Eduard von, Dr. jur., Appellationsgerichtspräsident a. D., 
WK Frankfurt 4 (Frankfurt/Oder, Lebus), als Nationalliberaler gewählt, jedoch als Reichstagspräsident fraktionslos

- Sloman, Robert Miles, Reeder Hamburg,
WK Hamburg 3, Nationalliberale Partei

- Solms-Baruth, Friedrich zu, Rittergutsbesitzer,
WK Frankfurt 10 (Calau, Luckau), Konservative Partei

- Solms-Hohenlohe-Lich, Ludwig zu, Rittergutsbesitzer,
WK Koblenz 1 (Wetzlar, Altenkirchen), Freikonservative Vereinigung

- Solms-Laubach, Otto zu, Grafschaftsbesitzer,
WK Hessen 3 (Lauterbach, Alsfeld, Schotten), Altliberales Zentrum

- Spankeren, Friedrich von, Regierungspräsident,
WK Koblenz 6 (Adenau, Cochem, Zell), Nationalliberale Partei

- Stavenhagen, Otto von, Regierungsrat, 
WK Stettin 3 (Randow, Greifenhagen), Konservative Partei

- Steinmetz, Karl Friedrich von, General,
WK Frankfurt 6 (Züllichau-Schwiebus, Crossen), Konservative Partei

- Stolberg-Wernigerode, Eberhard zu, Rittergutsbesitzer,
WK Liegnitz 7 (Landeshut, Jauer, Bolkenhain), Konservative Partei

- Stolberg-Wernigerode, Otto zu, Oberpräsident,
WK Magdeburg 8 (Halberstadt, Oschersleben, Wernigerode), fraktionslos konservativ

- Stumm-Halberg, Carl Ferdinand von, Hüttenbesitzer, 
WK Trier 6 (Ottweiler, St. Wendel, Meisenheim), Freikonservative Vereinigung

- Sybel, Heinrich von, Historiker, 
WK Düsseldorf 1 (Lennep, Mettmann), Nationalliberale Partei

- Szuldrzynski, Sigismund, Rittergutsbesitzer Lubasz,
WK Posen 7 (Schrimm, Schroda), Polnische Fraktion

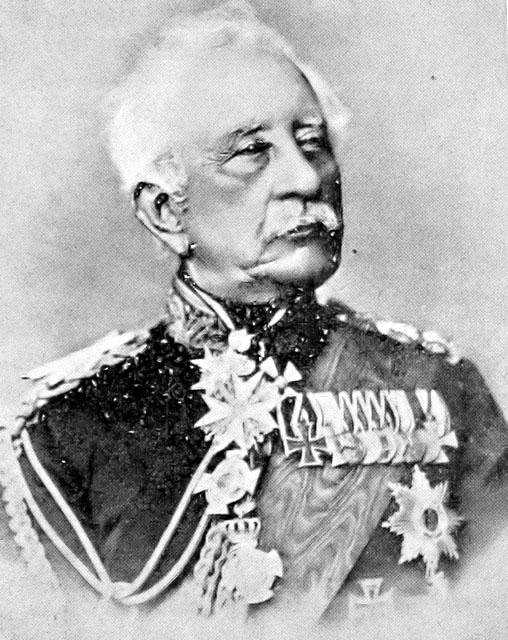
Karl Friedrich von Steinmetz
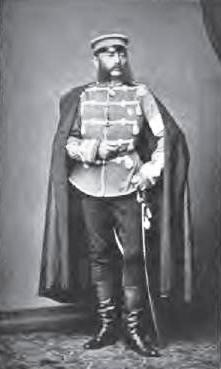
Eberhard zu Stolberg-Wernigerode
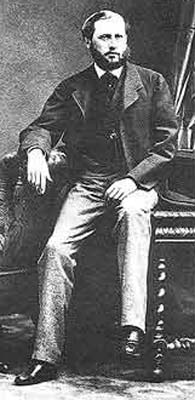
Otto zu Stolberg-Wernigerode
Carl Ferdinand von Stumm-Halberg

## T
- Thadden, Gerhard von, Rittergutsbesitzer,
WK Stettin 7 (Greifenberg, Kammin), Konservative Partei

- Thielau, Heinrich Erdmann August von, Landesältester,
WK Sachsen 2 (Löbau), Freikonservative Vereinigung

- Thissen, Eugen Theodor, Pfarrer,
WK Köln 1 (Köln-Stadt), fraktionslos katholisch

- Thünen, Edo Heinrich von, Rittergutsbesitzer Tellow,
WK Mecklenburg-Schwerin 2 (Kammergüter), Nationalliberale Partei

- Treskow, Carl von, Rittergutsbesitzer, 
WK Potsdam 6 (Niederbarnim), Konservative Partei

- Trip, Josef Lambert, Bürgermeister,
WK Düsseldorf 3 (Solingen), Deutsche Fortschrittspartei

- Twesten, Karl, Stadtgerichtsrat,
WK Breslau 11 (Reichenbach, Neurode), Nationalliberale Partei

- Tyszka, Gotthard von, Rittergutsbesitzer,
WK Gumbinnen 7 (Sensburg, Ortelsburg), Konservative Partei

## U

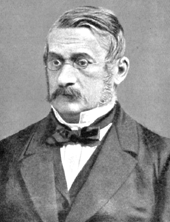
Hans Victor von Unruh

- Uedinck, August, Kreisgerichtsdirektor Rößel,
WK Königsberg 9 (Allenstein, Rößel), Altliberales Zentrum

- Ulrich, Wilhelm, Oberregierungsrat, 
WK Oppeln 6 (Kattowitz, Zabrze), fraktionslos katholisch

- Unruh, Hans Victor von, Baurat a. D., 
WK Magdeburg 4 (Magdeburg-Stadt), Nationalliberale Partei

- Unruhe-Bomst, Hans Wilhelm Freiherr von, Landrat und Rittergutbesitzer, 
WK Posen 3 (Meseritz, Bomst), Freikonservative Vereinigung

## V

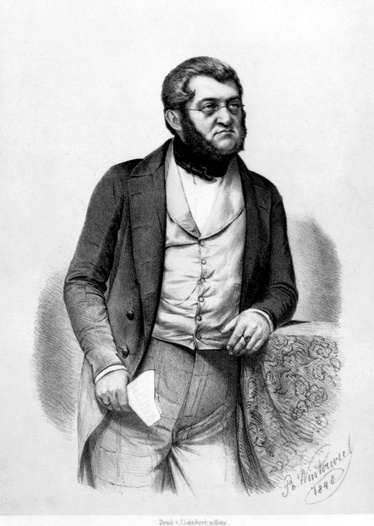
Georg von Vincke

- Vaerst, Hermann Hans von, Major a. D. Berlin, 
WK Frankfurt 2 (Landsberg/Warthe, Soldin), Nationalliberale Partei

- Vieth, Reinhardt, Amtsrat Norkitten,
WK Gumbinnen 3 (Gumbinnen, Insterburg), Konservative Partei

- Vincke, Karl Friedrich von, Rittergutsbesitzer,
WK Breslau 5 (Ohlau, Strehlen, Nimptsch), Altliberales Zentrum

- Vincke, Georg von, Rittergutsbesitzer,
WK Arnsberg 4 (Hagen), Altliberales Zentrum

## W

Karl Georg von Wächter
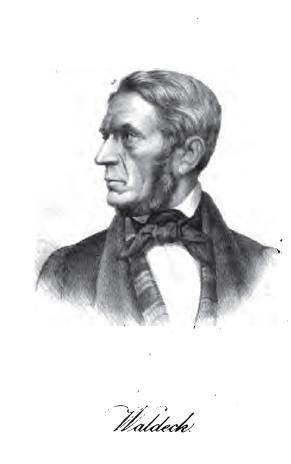
Benedikt Waldeck
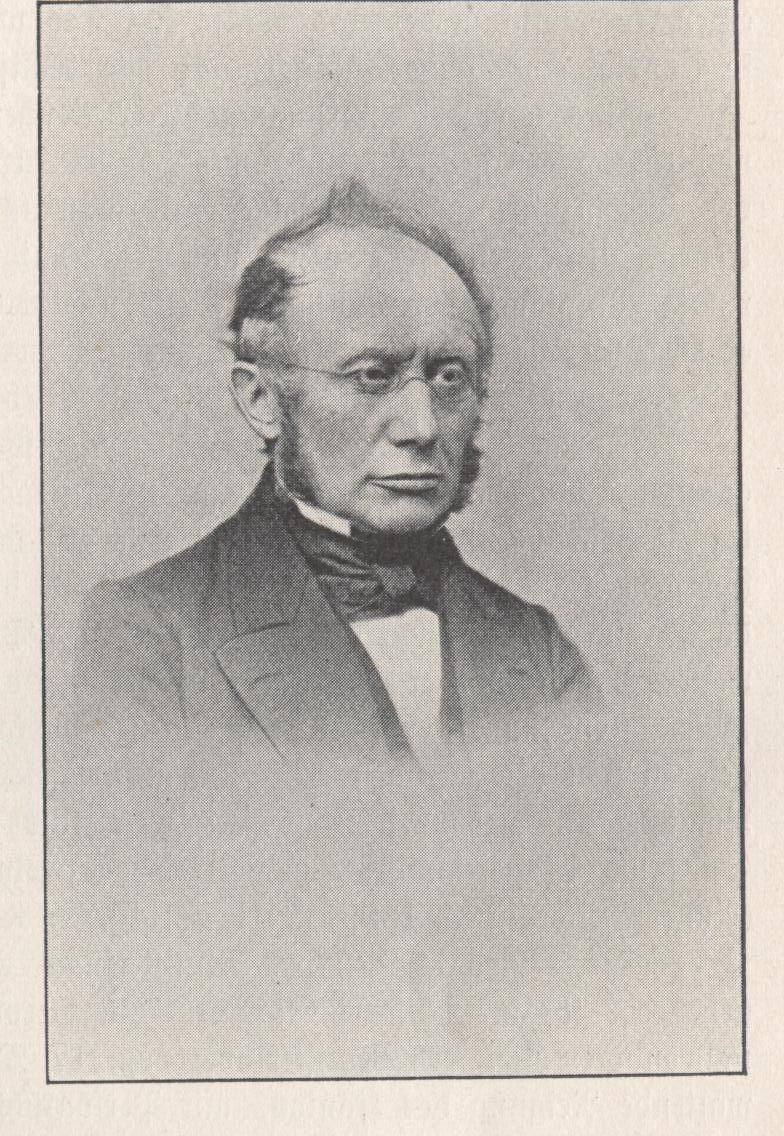
Ludwig Windthorst

- Wachenhusen, Otto, Advokat, 
WK Mecklenburg-Schwerin 1 (Kammergüter), Nationalliberale Partei

- Wachler, Ernst, Oberlandesgerichtsrat,
WK Breslau 8 (Neumarkt, Breslau-Land), Nationalliberale Partei

- Wächter, Karl Georg von, Oberappellationsgerichtspräsident,
WK Sachsen 12 (Leipzig-Stadt), fraktionslos liberal

- Wagener, Hermann, vortragender Rat im preußischen Staatsministerium, 
 WK Köslin 5 (Neustettin), Konservative Partei

- Wagner, Gustav Richard, Dr. jur., Vizepräsident Appellgericht Altenburg, 
WK Sachsen-Altenburg (Altenburg, Roda), Nationalliberale Partei

- Waldow und Reitzenstein, Eduard von, Rittergutsbesitzer, 
WK Frankfurt 5 (Sternberg), Konservative Partei

- Waldeck, Benedikt, Oberlandesgerichtsrat,
WK Berlin 2, Deutsche Fortschrittspartei

- Warnstedt, Adolf von, Beamter und Publizist ,
WK Schleswig-Holstein 5 (Dithmarschen, Steinburg), Bundesstaatlich-Konstitutionelle Vereinigung

- Watzdorf, Christian Bernhard von, beruf,
WK Sachsen-Weimar-Eisenach 3 (Jena, Neustadt an der Orla), fraktionslos liberal

- Watzdorf, Curt von, Rittergutbesitzer, 
WK Potsdam 9 (Zauch-Belzig, Jüterbog-Luckenwalde), Konservative Partei

- Weber, Adolph, Obergerichtsanwalt, 
WK Hannover 18 (Stade, Geestemünde, Bremervörde, Osterholz), Nationalliberale Partei

- Wedemeyer, Ludwig von, Rittergutsbesitzer,
WK Frankfurt 1 (Arnswalde, Friedeberg), Konservative Partei

- Wegner, Leon, Domsyndikus,
WK Bromberg 5 (Gnesen, Wongrowitz), Polnische Fraktion

- Weigel, Hermann, Dr. jur., Vizebürgermeister, 
WK Kassel 2 (Kassel, Melsungen), Nationalliberale Partei

- Weißich, Julius Martin, Amtsassessor, 
WK Schaumburg-Lippe (Bückeburg, Stadthagen), Nationalliberale Partei

- Weygold, Johann Peter, Bürgermeister,
WK Köln 2 (Köln-Land), Freie Vereinigung

- Wiegand, Eduard, Regierungsrat,
WK Kassel 3 (Fritzlar, Homberg, Ziegenhain), Nationalliberale Partei

- Wigard, Franz Jacob, Dr. med., Professor, 
WK Sachsen 5 (Dresden links der Elbe), Deutsche Fortschrittspartei

- Wiggers, Julius, Professor,
WK Mecklenburg-Schwerin 6 (Rostock und weitere Städte), Nationalliberale Partei

- Wiggers, Moritz, Advokat, 
WK Berlin 3, Deutsche Fortschrittspartei

- Winkelmann, Adolph, Kreisgerichtsrat,
WK  Münster 3 (Borken, Recklinghausen), Freie Vereinigung

- Windthorst, Ludwig, Staatsminister a. D., 
WK Hannover 3 (Meppen, Lingen, Bentheim, Aschendorf, Hümmling), Bundesstaatlich-Konstitutionelle Vereinigung

- Wisselinck, Alexander, Rittergutsbesitzer,
WK Marienwerder 5 (Schwetz), Nationalliberale Partei

- Wölfel, Johannes Moritz, beruf,
WK Merseburg 7 (Querfurt, Merseburg), Nationalliberale Partei

- Wolff, Wilhelm, Kreisgerichtsrat,
WK Oppeln 9 (Leobschütz), Freie Vereinigung

- Wulff, Caspar, Landwirt,
WK Herzogtum Lauenburg, Nationalliberale Partei

- Wurmb, Lothar von, Landrat,
WK Merseburg 8 (Naumburg, Weißenfels, Zeitz), Konservative Partei

## Z

Ludwig von Zehmen

- Zachariä, Heinrich Albert, Professor,
WK Hannover 12 (Göttingen, Duderstadt, Münden), Bundesstaatlich-Konstitutionelle Vereinigung

- Zehmen, Ludwig von, Regierungsrat,
WK Sachsen 7 (Meißen, Großenhain, Riesa), Freikonservative Vereinigung